# Województwo kujawsko-pomorskie

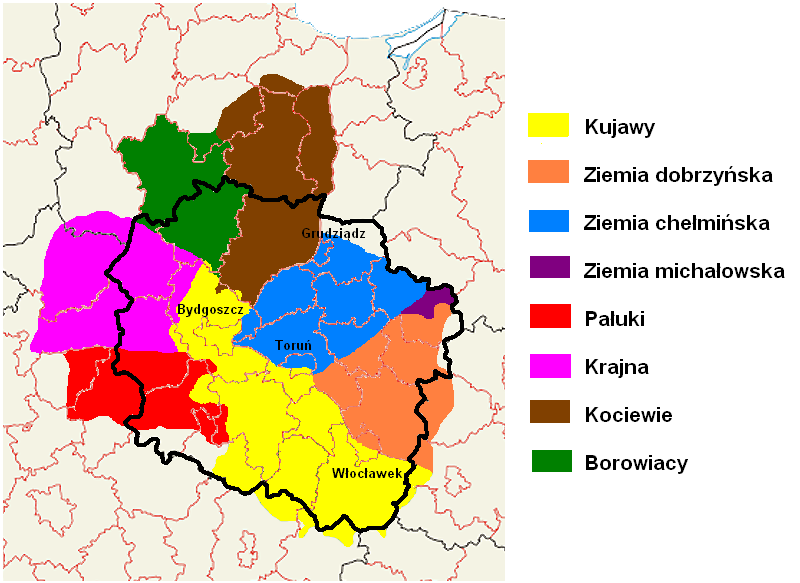
Krainy historyczno-etnograficzne w województwie kujawsko-pomorskim

Województwo kujawsko-pomorskie – jedno z 16 polskich województw leżące w północno-centralnej części kraju. Zostało utworzone na mocy ustawy z dnia 24 lipca 1998 w przybliżeniu z dawnych województw: bydgoskiego, toruńskiego i włocławskiego. 31 grudnia 2024 województwo liczyło 1 984 479 mieszkańców. Urzędy i jednostki szczebla wojewódzkiego zostały rozdzielone pomiędzy dwoma głównymi miastami regionu. Siedziba wojewody oraz większości urzędów administracji państwowej została ustanowiona w Bydgoszczy, natomiast siedziba sejmiku województwa, marszałka i zarządu województwa oraz organów administracji samorządowej w Toruniu.

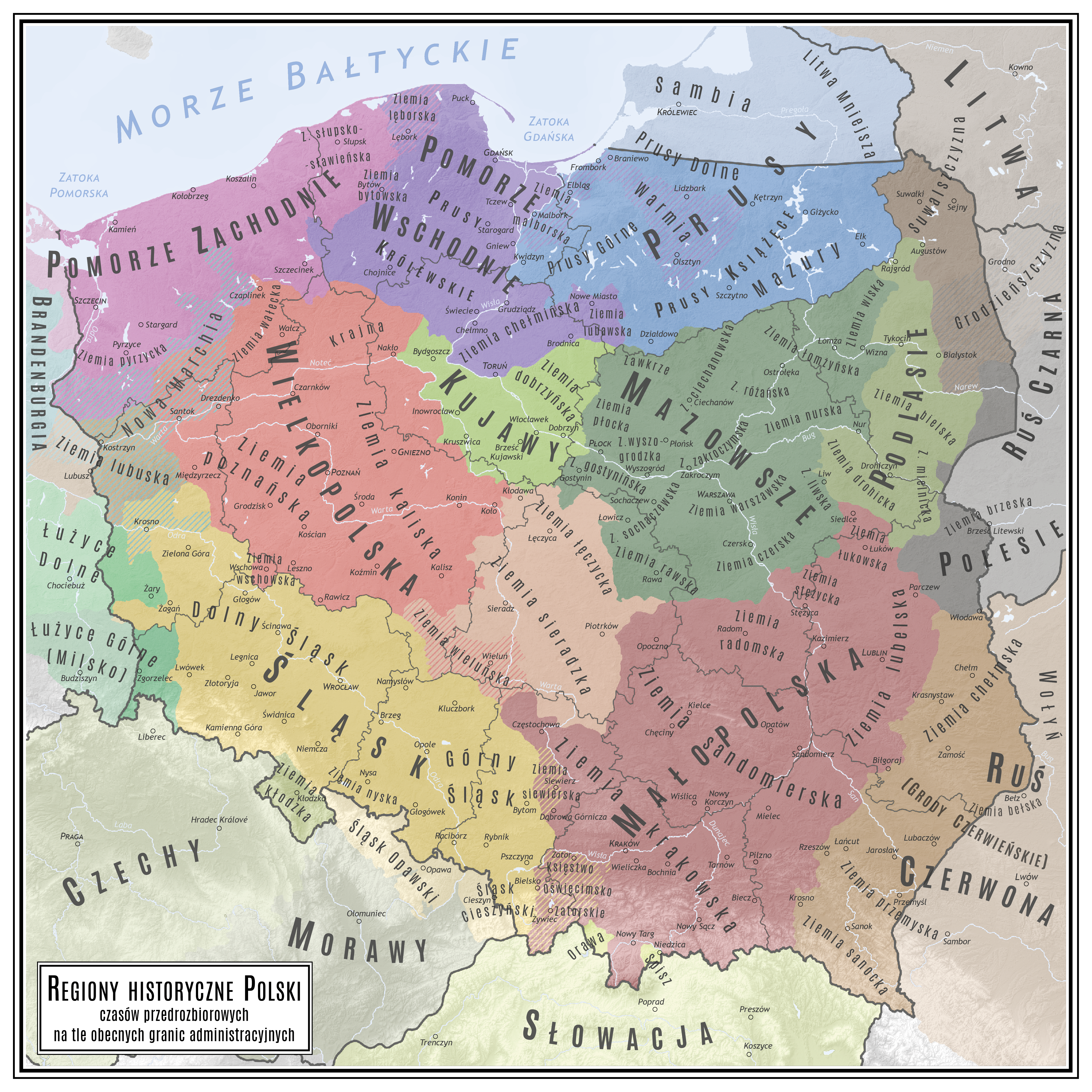
Krainy historyczne woj. kujawsko-pomorskiego i Polski na tle współczesnych granic administracyjnych

Patronem województwa jest św. Jan Paweł II. Święto regionu, ustanowione w 2008, obchodzone jest 7 czerwca.

## Historia
Trzon województwa stanowią historyczne Kujawy, a ponadto ziemia chełmińska będąca częścią Pomorza Nadwiślańskiego, ziemia dobrzyńska oraz fragmenty Wielkopolski i Pomorza Gdańskiego. W X–XII w. większość ziem obecnego regionu należała do państwa pierwszych Piastów w zasięgu prowincji mazowieckiej. Jedynie północno-zachodnie obszary podlegały kontroli Pomorzan, którzy do początku XII w. posiadali warownie m.in. w Nakle, Świeciu i Wyszogrodzie. W końcu XII w. nastąpiło wydzielenie z Mazowsza dzielnicy kujawskiej, co zapoczątkowało kształtowanie się zrębu historycznego regionu, obejmującego również tereny zawiślańskie (ziemia chełmińska i dobrzyńska). Rozdarcie spójności terytorialnej tak ukształtowanego regionu zapoczątkowało sprowadzenie w 1228 r. zakonu krzyżackiego przez księcia Konrada Mazowieckiego. Krzyżacy uniezależnili się na przydzielonej im ziemi chełmińskiej i rozpoczęli chrystianizację Prus, a z początkiem XIV w. – także podbój ziem polskich, m.in. Pomorza Gdańskiego (1308–1466), Kujaw i ziemi dobrzyńskiej (1331–1343). Państwo krzyżackie objęło północną część obecnego województwa, a na jego terytorium powstały warowne zamki i liczne miasta lokowane na prawie chełmińskim (w tym pierwsze miasta: Toruń i Chełmno). Odmiennie powodziło się południowej części regionu, która pozostała we władaniu książąt piastowskich. W XIV wieku region kujawski uległ podziałowi na dzielnice: brzeską, inowrocławską, bydgosko-wyszogrodzką i gniewkowską. Za panowania Władysława Jagiełły region ten został scalony administracyjnie w dwa województwa kujawskie, nawiązujące do dawnych podziałów dzielnicowych. W 1466 r. na mocy II traktatu toruńskiego kończącego wojnę trzynastoletnią, ziemia chełmińska oraz Pomorze Gdańskie powróciły w granice państwa polskiego. Kraina ta jako Prusy Królewskie zachowała jednak pewną autonomię oraz odróżniała się gospodarczo, religijnie i społecznie od reszty ziem polskich.

Pod względem administracyjnym w XV–XVIII w. ziemie obecnego regionu należały do pięciu województw prowincji wielkopolskiej Korony Królestwa Polskiego, później Rzeczypospolitej Obojga Narodów: chełmińskiego, terytorium niezależnego Torunia i pomorskiego (Prusy Królewskie), inowrocławskiego i brzesko-kujawskiego (Kujawy) oraz kaliskiego (Krajna i Pałuki zaliczane do Wielkopolski). Ziemia dobrzyńska zachowywała odrębność samorządową należąc formalnie do województwa inowrocławskiego.

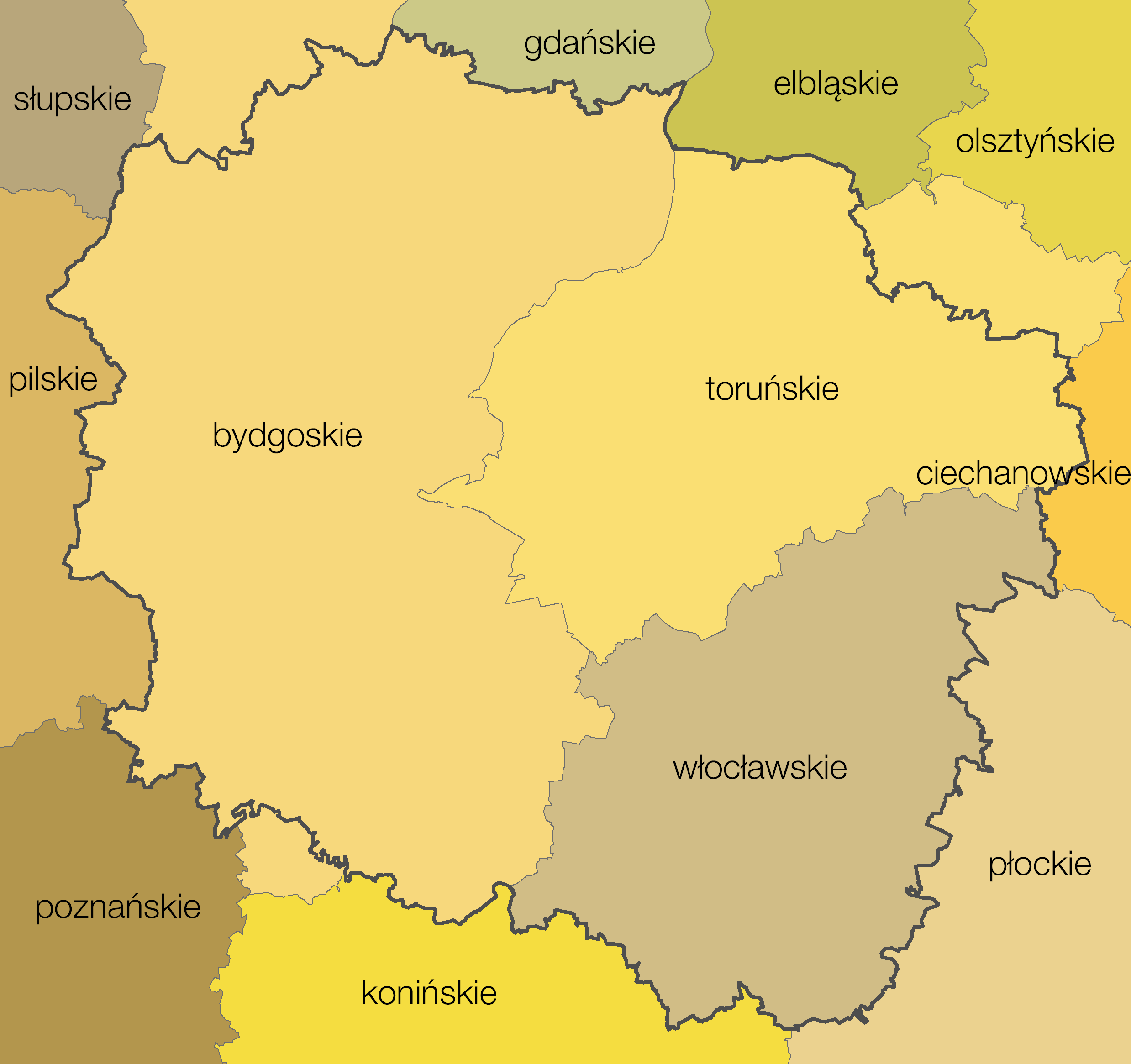
Województwa z lat 1975–1998

W XV–XVI wieku w obrębie regionu rozwinęły się miasta leżące na szlaku handlowym Wisły, którym odbywał się transport płodów rolnych i leśnych z głębi kraju do portu gdańskiego. Dzięki rozległym przywilejom utrzymała się rola Torunia jako ważnego ośrodka handlowego (18–20 tys. mieszkańców), zaś Grudziądz uzyskał status siedziby parlamentu prowincjonalnego Prus Królewskich. Wśród miast regionu dużą rolę gospodarczą zaczęła odgrywać Bydgoszcz (ok. 1600 r. 5 tys. mieszkańców), Inowrocław i Włocławek (po 2 tys. mieszkańców). Siedzibami biskupstw były: Włocławek i Chełmża. Okres prosperity zahamowały wojny szwedzkie w II połowie XVII w., które przyniosły ogromne zniszczenia gospodarcze oraz wyludnienie większości miast.

W 1772 r. wskutek I rozbioru Polski, Królestwo Prus dokonało aneksji części ziem obecnego regionu: Prus Królewskich bez Torunia, Krajny oraz części Pałuk i Kujaw z Bydgoszczą i Inowrocławiem. Prusy Królewskie przemianowano w przybliżeniu w prowincję Prusy Zachodnie, zaś w Bydgoszczy ustanowiono siedzibę władz Obwodu Nadnoteckiego, który objął wcielone tereny wielkopolsko-kujawskie, nie należące dawniej do Prus Królewskich. Reszta regionu znalazła się w granicach Prus po II rozbiorze w 1793 r., przydzielona do prowincji: Prusy Południowe i Prusy Nowowschodnie. W latach 1807–1815 cały region, z wyjątkiem jego północno-zachodnich kresów, znajdował się w Księstwie Warszawskim, utworzonym pod berłem Napoleona. Pod względem administracyjnym należał niemal w całości do departamentu bydgoskiego (bez Grudziądza i ziemi dobrzyńskiej przydzielonej do departamentu płockiego).

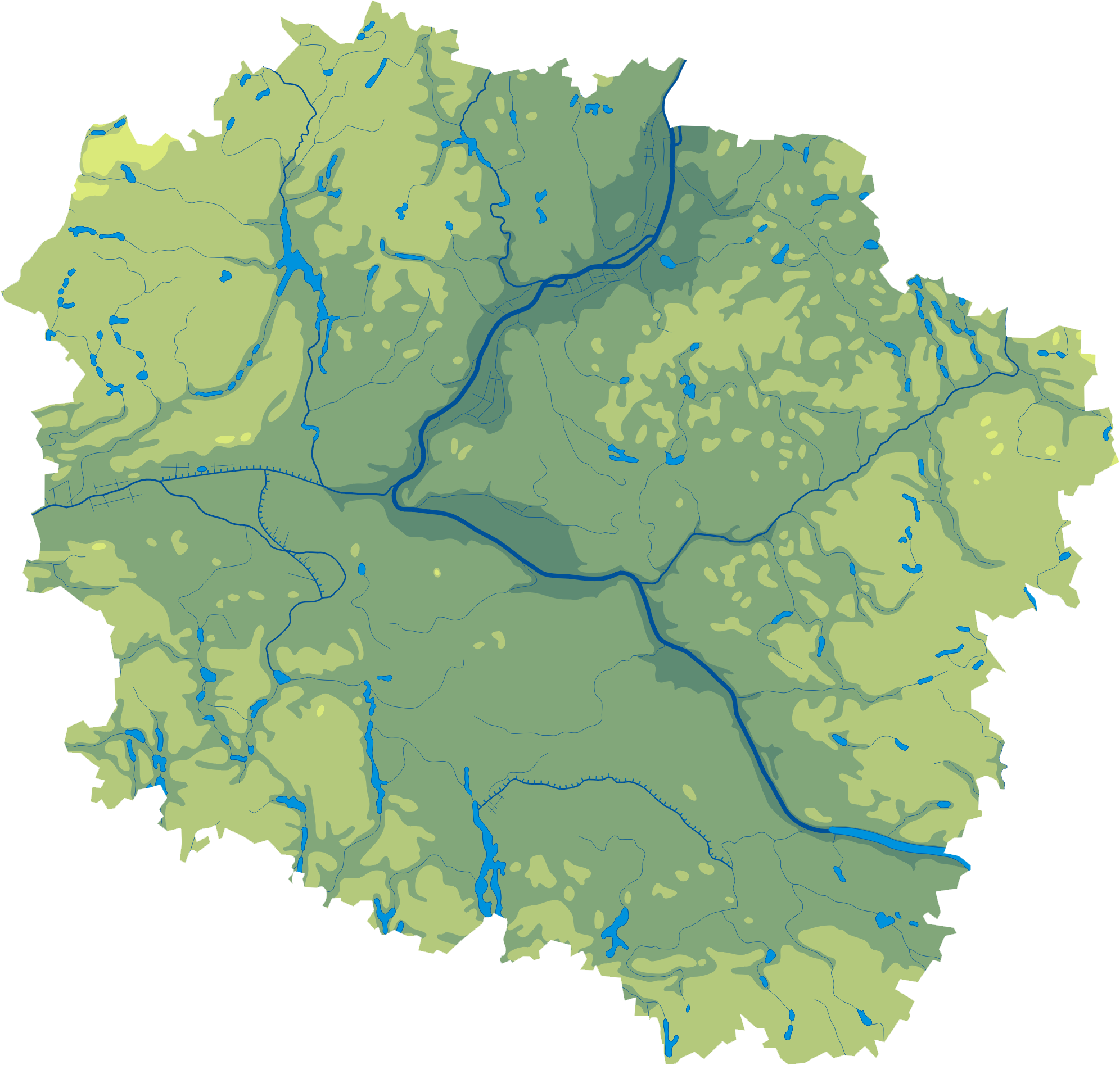
Mapa fizyczna

Klęska wojsk Napoleona w 1815 r. przesądziła o ponownym wcieleniu ziem regionu do obcych organizmów państwowych. W wyniku kongresu wiedeńskiego zachodnią i północną część regionu włączono do Prus, zaś część wschodnia stała się częścią Królestwa Kongresowego związanego z Rosją. W obrębie zaboru pruskiego utworzono rejencję bydgoską, która objęła południowo-zachodnią część ziem obecnego regionu, zaś dawne tereny Prus Królewskich należały do rejencji kwidzyńskiej w prowincji Prusy Zachodnie. Rewolucja przemysłowa oraz rozwój handlu i komunikacji w II połowie XIX wieku spowodował rozwój gospodarczy zwłaszcza w zaborze pruskim. Dużymi węzłami kolejowymi stały się m.in. Bydgoszcz (gdzie od 1849 zlokalizowana była także Królewsko-Pruska Dyrekcja Kolei Wschodniej), Toruń i Inowrocław. Większość miast osiągnęła duży wzrost demograficzny, np. w 1910 r. Bydgoszcz liczyła 58 tys. mieszkańców (z przedmieściami 93 tys.), Toruń – 46 tys., Grudziądz – 40 tys., Włocławek – 36 tys., a Inowrocław – 25 tys. Pogłębiła się także różnica w rozwoju społeczno-gospodarczym ziem regionu przedzielonych granicą niemiecko-rosyjską.
Po I wojnie światowej całe terytorium dzisiejszego województwa znalazło się w granicach odrodzonego państwa polskiego. Południowo-zachodnia część regionu (należąca w czasach pruskich do prowincji Poznańskiej) należała do województwa poznańskiego, część północna (dawniej Prusy Zachodnie) do województwa pomorskiego, zaś część wschodnia (dawniej Królestwo Kongresowe) do województwa warszawskiego. W 1938 roku nastąpiło poszerzenie województwa pomorskiego o Kujawy i część Wielkopolski (Bydgoszcz, Inowrocław, Włocławek). W dwudziestoleciu międzywojennym siedzibą władz administracyjnych był Toruń. W 1939 roku liczba mieszkańców największych miast regionu przedstawiała się następująco: Bydgoszcz – 141 tys., Toruń – 81 tys., Włocławek – 67 tys., Grudziądz – 59 tys., Inowrocław – 40 tys. W czasie okupacji niemieckiej większość ziem obecnego regionu wcielono do III Rzeszy. Część północna znalazła się w okręgu Rzeszy Gdańsk-Prusy Zachodnie (rejencje: bydgoska i kwidzyńska), zaś część południowa w Kraju Warty (rejencja inowrocławska).
W lutym 1945 roku nastąpiło reaktywowanie województwa pomorskiego, tym razem ze stolicą w Bydgoszczy. Województwo bydgoskie w kształcie z lat 1945–1975 objęło w przybliżeniu obszar obecnego regionu kujawsko-pomorskiego. W reformie administracyjnej 1975 r. podzielono je na trzy mniejsze województwa: bydgoskie, toruńskie i włocławskie.
Kolejne zmiany administracyjne nastąpiły w wyniku reformy samorządowej w 1998 r.W pierwotnym projekcie sejmowym region ten miał się stać częścią wielkiego województwa pomorskiego, jednak na skutek protestów mieszkańców zrezygnowano z tych planów. Po trwających kilka miesięcy rozmowach polityków, samorządowców i przedstawicieli lokalnych elit zdecydowano o ulokowaniu Wojewody w Bydgoszczy, zaś Sejmiku Wojewódzkiego w Toruniu.
Ostatecznie województwo kujawsko-pomorskie zostało utworzone w 1999 roku z województw poprzedniego podziału administracyjnego:
- włocławskiego (w całości)
- toruńskiego (oprócz gmin powiatu nowomiejskiego)
- bydgoskiego (oprócz gmin powiatu chojnickiego i gminy Trzemeszno).

## Geografia

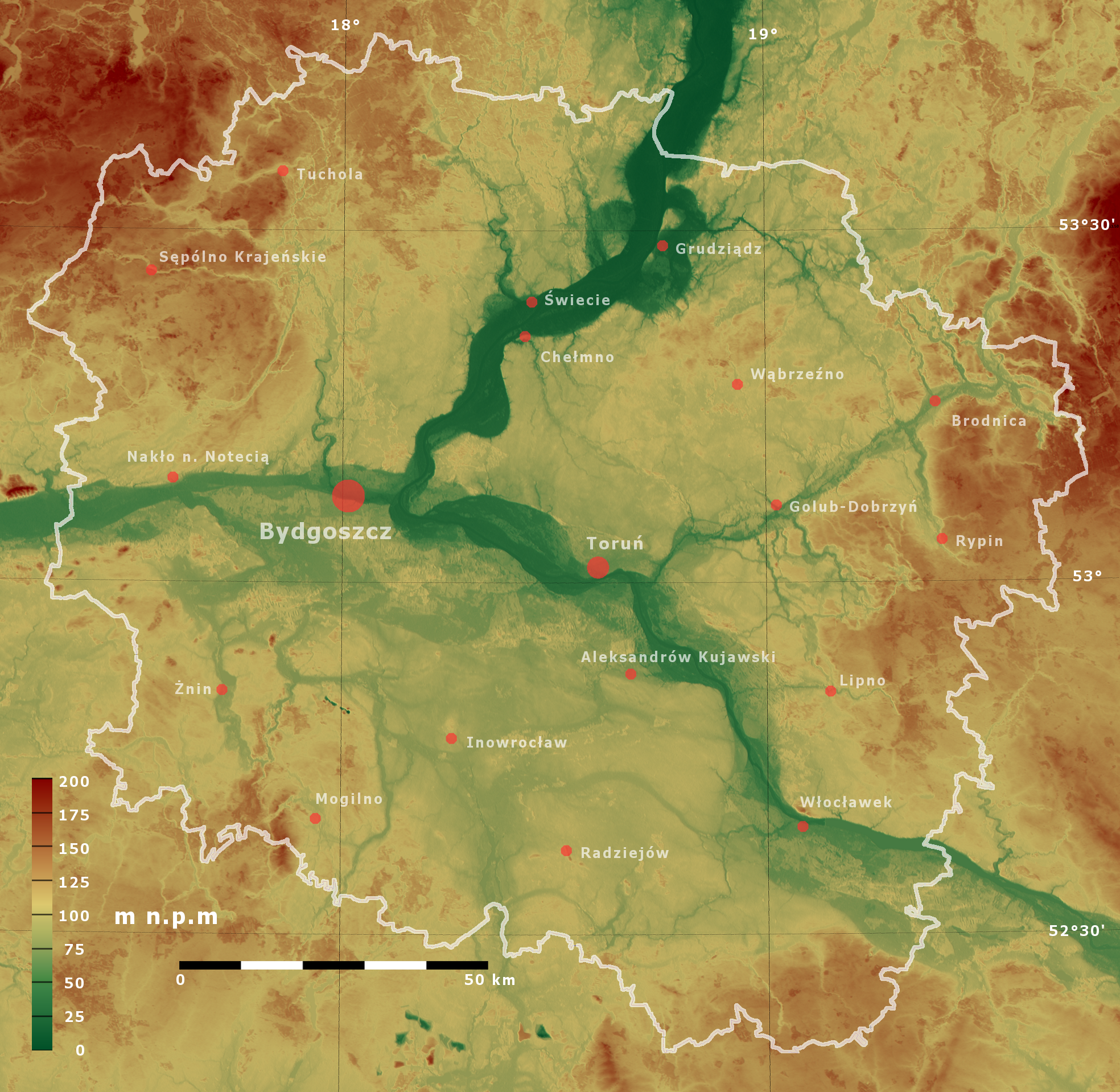
Topografia województwa

Województwo zajmuje obszar 17 971,34 km², co stanowi 5,7% powierzchni Polski. Najwyżej położoną miejscowością w województwie jest Dąbrówka w powiecie sępoleńskim (188 m nad poziom morza), najniżej leżą Rozgarty w powiecie grudziądzkim (26 m n.p.m.).

### Położenie administracyjne
Województwo jest położone w północnej części centralnej Polski i graniczy z województwami:
- łódzkim na długości 28,8 km na południowym wschodzie
- mazowieckim na długości 187,4 km na wschodzie
- pomorskim na długości 238,8 km na północy
- warmińsko-mazurskim na długości 125,8 km na północnym wschodzie
- wielkopolskim na długości 393,0 km na południu i zachodzie

### Położenie fizycznogeograficzne
Region leży centralnie w północnej części Polski po obu brzegach Wisły, w jej dolnym biegu. Znajduje się między Pojezierzem Pomorskim i Mazurskim.
Całość obszaru województwa kujawsko-pomorskiego znajduje się w strefie krajobrazu młodoglacjalnego, ukształtowanego w zlodowaceniu bałtyckim. Osią województwa jest rzeka Wisła, płynąca w obrębie makroregionu: Pradolina Toruńsko-Eberswaldzka, a poniżej zakola dolnej Wisły – w Dolinie Dolnej Wisły. Obniżenie zajęte przez Wisłę otaczają wysoczyzny morenowe, charakteryzujące się dużym zróżnicowaniem rzeźby terenu, występowaniem form pagórkowatych oraz licznych jezior polodowcowych. Znajdują się one w makroregionach: Pojezierze Południowopomorskie (północny zachód), Pojezierze Chełmińsko-Dobrzyńskie (północny wschód), Pojezierze Wielkopolskie (południe). Dzielą się one na liczne mniejsze mezoregiony – na południu: Pojezierze Gnieźnieńskie, Pojezierze Kujawskie, Równina Inowrocławska, na północy: Równina Tucholska, Pojezierze Krajeńskie, Bory Tucholskie, Dolina Brdy, Wysoczyzna Świecka, Pojezierze Chełmińskie, Pojezierze Brodnickie, Dolina Drwęcy, Pojezierze Dobrzyńskie, Równina Urszulewska. W pradolinie, stanowiącej oś województwa wyróżnia się mezoregiony: Kotlina Płocka, Kotlina Toruńska, Dolina Środkowej Noteci, zaś w Dolinie Dolnej Wisły – Dolinę Fordońską i Kotlinę Grudziądzką.

### Morfologia
Na Kujawach występują płaskie i faliste równiny morenowe, zaś na północy i wschodzie województwa tereny pagórkowate. Najbardziej urozmaiconą pod względem morfologicznym jest część północno-zachodnia, gdzie występują znaczne deniwelacje terenu, wały moren czołowych, ozy, kemy oraz głęboko wcięte rynny subglacjalne (m.in. Rynna Jezior Byszewskich). Północną część województwa zajmuje piaszczysta równina sandrowa Borów Tucholskich, urozmaicona licznymi jeziorami. W województwie leży jedno z większych w Polsce obszarów wydm śródlądowych, które zajmuje Puszcza Bydgoska, zaś na wschodzie regionu w okolicy Zbójna znajduje się najokazalsze w Polsce pole drumlinów. Unikalnym tworem natury jest także Dolina Dolnej Wisły, stanowiąca rodzaj przełomu w wysoczyznach pojezierzy. Inicjuje ją w pobliżu Bydgoszczy – Fordoński Przełom Wisły, zaś w zboczach Doliny występują miejscami jaskinie (Bajka, Klonowa, Pod Wierzbą).

### Topografia
W wymiarze północ-południe województwo rozciąga się na długości 161 km, to jest 1°27′01″. W wymiarze wschód-zachód rozpiętość województwa wynosi 168 km, co w mierze kątowej daje 2°30′51″.
Współrzędne geograficzne skrajnych punktów:
- północny: 53°46′51″ szer. geogr. N – pn.-zach. narożnik działki ewidencyjnej nr 72/4 (powiat tucholski),
- południowy: 52°19′50″ szer. geogr. N – pd.-wsch. narożnik działki ewidencyjnej nr 197 (powiat włocławski),
- zachodni: 17°14′50″ dług. geogr. E – zach. narożnik działki ewidencyjnej nr 431 (powiat sępoleński),
- wschodni: 19°45′41″ dług. geogr. E – pd.-wsch. narożnik działki ewidencyjnej nr 7224 (powiat brodnicki).

Najwyższym punktem jest wierzchołek wzniesienia Gór Obkaskich, zwany Czarną Górą o wysokości 188,8 m n.p.m.

### Stosunki wodne
Obszar województwa kujawsko-pomorskiego znajduje się w około 80% w dorzeczu Wisły. Tylko zachodnia i południowo-zachodnia część województwa leży w dorzeczu Odry (zlewnia Noteci i Wełny).
Osią województwa jest rzeka Wisła, płynąca przez jego obszar na długości 206 km. Największymi jej dopływami na terenie regionu są: uchodząca we Włocławku: Zgłowiączka (79 km), naprzeciw Nieszawy: Mień, w Otłoczynie: Tążyna, w Toruniu: Drwęca (117 km w regionie), w Bydgoszczy: Brda (111 km), w Świeciu: Wda (62 km), niedaleko Grudziądza: Osa (50 km), oraz w Nowem: Mątawa (62 km). Kolejną główną rzeką w regionie jest Noteć (127 km w regionie), przepływająca przez obrzeża Inowrocławia, Barcin i Nakło nad Notecią. Wśród sztucznych arterii wodnych największe znaczenie ma Kanał Bydgoski łączący Brdę z Notecią – ważny element drogi wodnej Wisła-Odra oraz Kanał Górnonotecki łączący Gopło i system jezior pałuckich z Kanałem Bydgoskim.

Młodoglacjalny krajobraz województwa kujawsko-pomorskiego obfituje w naturalne zbiorniki wodne. Ogólna powierzchnia jezior wynosi 25 052 ha, co stanowi 1,4% obszaru województwa i 9% powierzchni wszystkich jezior w kraju. Przeważają akweny małe; na ogólną liczbę 1002 jezior o powierzchni ponad 1 ha, 614 nie przekracza 10 ha. Wszystkie jeziora powstały w wyniku erozyjnej działalności wód lodowcowych (jeziora rynnowe), bądź w dnach wytopisk polodowcowych (jeziora morenowe). Największym naturalnym akwenem jest Gopło (2094 ha), a następnie: Jezioro Głuszyńskie (608,5 ha) i Jezioro Żnińskie Duże (431,6 ha). 40 jezior posiada powierzchnię większą od 100 ha, a 11 jest większych niż 200 ha. Około 30% jezior posiada przynajmniej II klasę czystości wód, a w czterech stwierdzono I klasę czystości (Okonek, Stryszek, Stelchno, Piaseczno).
Jeziora rozmieszczone są bardzo nierównomiernie. Najwięcej z nich występuje na Pojezierzu Brodnickim, Pojezierzu Gnieźnieńskim, Pojezierzu Dobrzyńskim i w Kotlinie Płockiej, zaś najmniejsza jeziornością odznaczają się Kotlina Toruńska, Dolina Noteci i Równina Inowrocławska.
Spośród sztucznych zbiorników wodnych znajdujących się na obszarze województwa najintensywniej wykorzystywane są dla produkcji czystej ekologicznie energii: Zbiornik Włocławski (na Wiśle, 70,4 km²), Zalew Koronowski (na Brdzie, 13,5 km²) i Jezioro Żurskie (na Wdzie). Zalew Koronowski i Zbiornik Żurski są zagospodarowane turystycznie i wykorzystywane na potrzeby rekreacji.

### Klimat

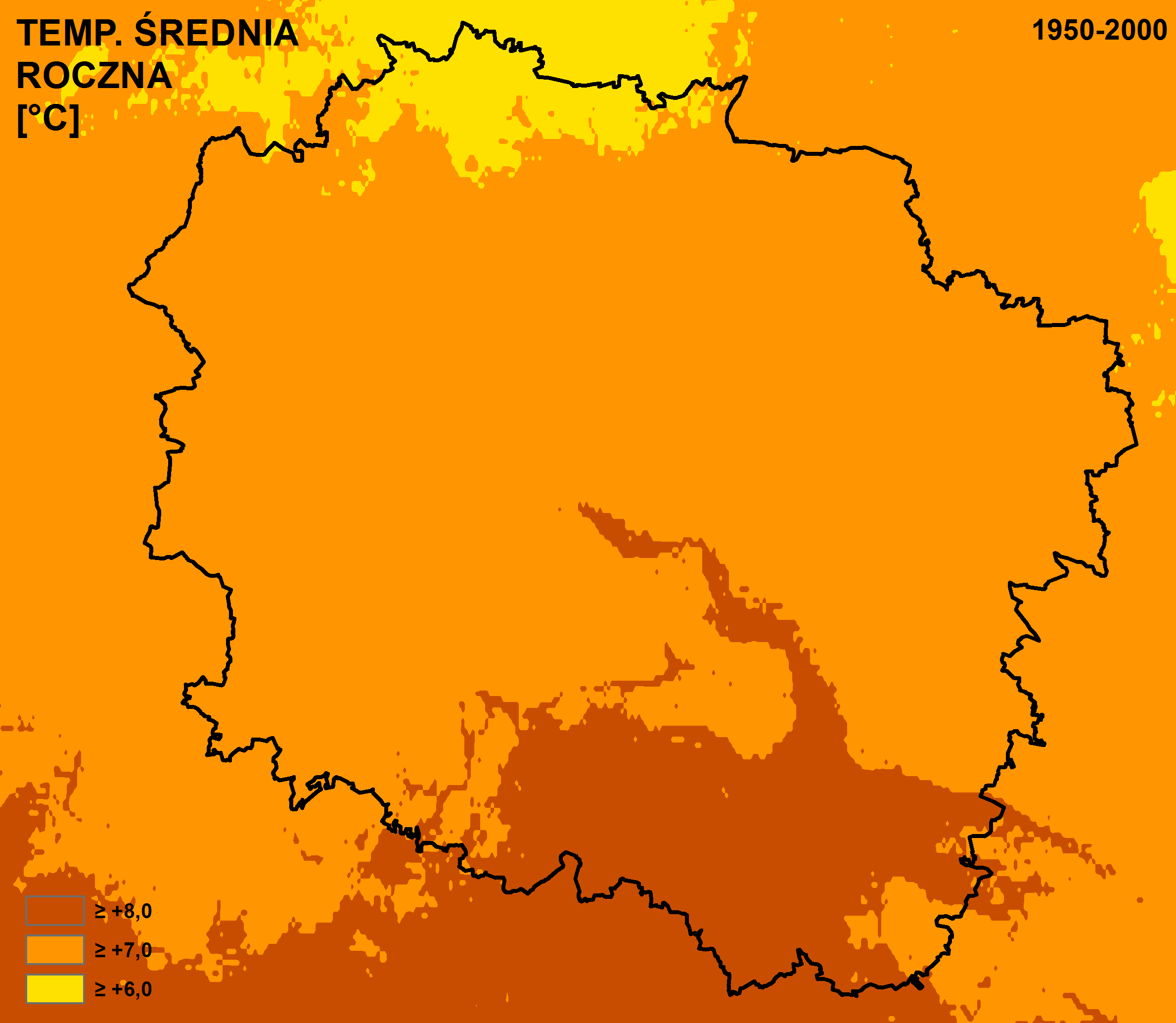
Średnia roczna temperatura województwa kujawsko-pomorskiego w latach 1950–2000

Klimat regionu zalicza się do przejściowych, łączących klimaty pojezierzy bałtyckich na północy i Wielkich Dolin Środkowopolskich na południu. Średnia temperatura stycznia obniża się z zachodu na wschód od -2 do -3 st., zaś w lipcu wynosi średnio 18 st. Najcieplejszym rejonem województwa jest dolina Wisły (szczególnie okolice Włocławka), gdzie średnie roczne temperatury powietrza przekraczają 8 °C, zaś najchłodniejsza część północno-zachodnia i wschodnia (średnia temp. 7 °C).
Środkowo-zachodnia i południowa część województwa należy do obszarów o najniższych opadach atmosferycznych w Polsce, sięgających miejscami poniżej 500 mm. Związane jest z tym zjawisko „stepowienia” obszaru i odczuwalny niedobór wody, zwłaszcza w rolnictwie. Wyższe opady notowane są w części północno-zachodniej (powyżej 575 mm) i wschodniej (ponad 600 mm). Minimum opadów występuje w lutym, a maksimum – w lipcu i sierpniu. Przeważają wiatry z kierunków: zachodniego i południowo-zachodniego (ponad 40% częstości).

### Bogactwa naturalne
Do znacznych zasobów naturalnych na terenie województwa należą wapienie jurajskie, eksploatowane w rejonie Barcina, Pakości i Piechcina oraz złoża soli kamiennej w okolicach Inowrocławia, Góry i Mogilna. Eksploatacja soli (2,7 mln t) w województwie stanowi ponad 84% ogólnokrajowego wydobycia tego surowca. Udokumentowane pokłady soli znajdują się także na południowym wschodzie regionu (Lubień Kujawski, Izbica Kujawska). Nie są eksploatowane złoża węgla brunatnego w okolicach Szubina, Kcyni, Żnina, Łabiszyna i Radziejowa. Na terenie województwa udokumentowano także cztery złoża wód mineralnych: Ciechocinek (lecznicze, termalne), Inowrocław (lecznicze, termalne), Marusza w gminie Grudziądz (lecznicze, termalne) i Wieniec w gminie Brześć Kujawski (lecznicze, mineralne).
Grupę kopalin pospolitych stanowią: kruszywa naturalne, piaski kwarcowe, surowce ilaste, wapienie i margle, torf i kreda jeziorna.

### Gleby

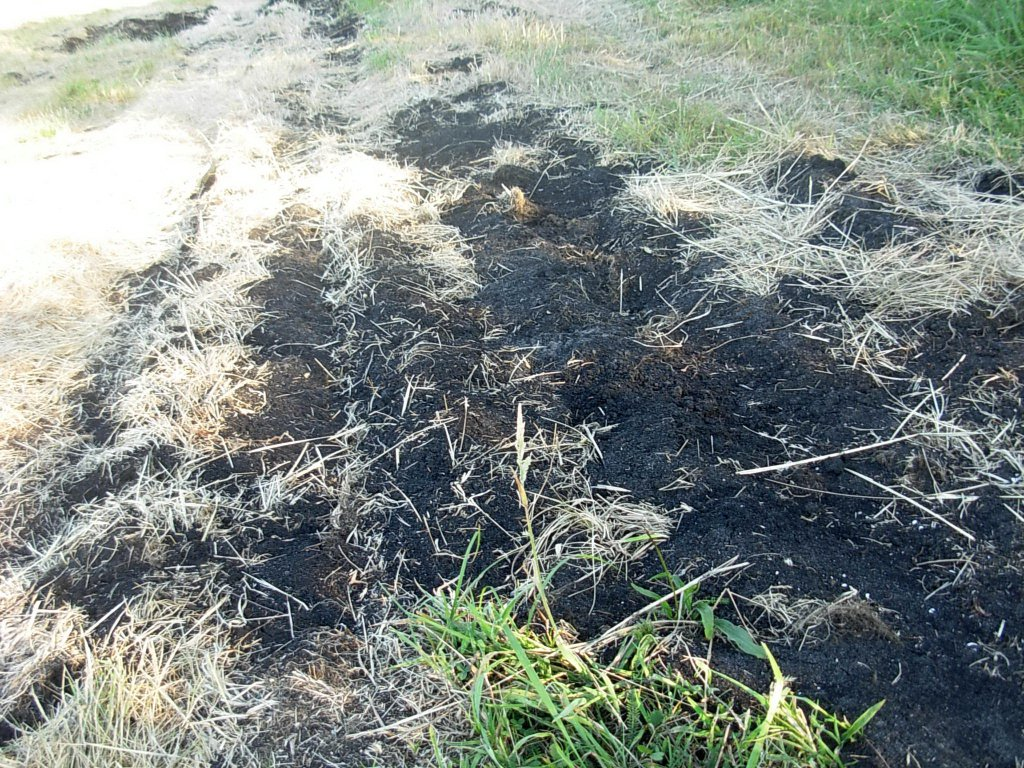
Torfy w dolinie Noteci

Dominującym typem gleb w województwie są gleby brunatnoziemne, tj. brunatne i płowe, zajmujące łącznie około 44% ogólnej powierzchni województwa oraz bielicoziemne pokrywające około 39% powierzchni. Gleby średnie pod względem rolniczym (IV klasa bonitacyjna) stanowią 40% powierzchni regionu, a dobre i bardzo dobre (I–III klasa bonitacyjna) – 35%. Najlepsze gleby występują na Kujawach, Pałukach i ziemi chełmińskiej. Użytki rolne zajmują 57% obszaru, w tym na grunty orne przypada 51%, a na użytki zielone 6%.

### Roślinność
Szata roślinna województwa kujawsko-pomorskiego jest charakterystyczna dla obszarów polodowcowych. Występuje tu najbogatsze w Polsce północnej i środkowej skupisko roślinności stepowej. Rośliny te osiedliły się i utrzymują na stromych, silnie nasłonecznionych zboczach Pradoliny Toruńsko-Eberswaldzkiej, doliny Wisły oraz jej dopływów. Do najstarszych składników flory należą m.in. gatunki dawnej tundry glacjalnej i postglacjalnej, które zachowały się najczęściej na torfowiskach, licznie występujących w Borach Tucholskich i na Pojezierzu Brodnickim. Do roślin rzadkich należą specyficzne pod względem warunków siedliskowych rośliny słonolubne, tzw. halofity. Teren województwa jest objęty zasięgiem większości rodzimych gatunków drzew, z tym że granice zasięgu osiągają na tym obszarze m.in. świerk, buk, klon, cis i jarząb brekinia.

### Lasy
Według danych z 31 grudnia 2012 r. w woj. kujawsko-pomorskim lasy obejmowały powierzchnię 420,9 tys. ha, co stanowiło 23,4% jego powierzchni. Pod względem odsetka lasów (23%) województwo kujawsko-pomorskie należy do najsłabiej zalesionych w kraju (13. miejsce). Kompleksy leśne na terenie województwa, poza Borami Tucholskimi i doliną Wisły są niewielkie i występują w dużym rozproszeniu. Występuje duże zróżnicowanie lesistości w powiatach (powiat tucholski – lesistość 48%, bydgoski – 40%, chełmiński – 6%, radziejowski – 4%). Głównymi zwartymi obszarami leśnymi są: Bory Tucholskie w północnej części regionu, Puszcza Bydgoska w części centralnej oraz Lasy Włocławsko-Gostynińskie w części wschodniej. Lasy sektora publicznego zajmują 90% ogólnej powierzchni lasów. Lasy województwa kujawsko-pomorskiego na tle kraju charakteryzują się niewielkim zróżnicowaniem gatunkowym (60% stanowią monokultury sosnowe), spowodowanym niską żyznością i wilgotnością siedlisk. Większość lasów chroniona jest w jednostkach ochrony przyrody (rezerwaty, parki krajobrazowe, obszary chronionego krajobrazu).
Na obszarze województwa wydzielono dwa Leśne Kompleksy Promocyjne: LKP „Bory Tucholskie” i LKP „Lasy Gostynińsko-Włocławskie”, w których gospodarka leśna jest prowadzona w oparciu o podstawy ekologiczne.

## Podział administracyjny
Województwo kujawsko-pomorskie jest podzielone na 19 powiatów oraz cztery miasta na prawach powiatu.
Dane dotyczące powiatów według stanu z 31 grudnia 2009 r., liczba ludności na dzień 30 czerwca 2023.
| Herb                        | Flaga | Powiat              | Powierzchnia (km²) | Liczba ludności (30 czerwca 2023) | Gęstość zaludnienia (osób/km²) | Pracujący (tys.) | Ludność miejska (%) | Zalesienie (% pow.) |
| --------------------------- | ----- | ------------------- | ------------------ | --------------------------------- | ------------------------------ | ---------------- | ------------------- | ------------------- |
|                             |       | aleksandrowski      | 475                | 53,546                            | 113                            | 13,9             | 43,8                | 7,2                 |
|                             |       | brodnicki           | 1040               | 77,964                            | 75                             | 21,0             | 42,9                | 21,4                |
|                             |       | Bydgoszcz           | 175,96             | 328,370                           | 1866                           | 115,7            | 100                 | 27,2                |
|                             |       | bydgoski            | 1395               | 126,088                           | 90                             | 24,1             | 20,8                | 40,7                |
|                             |       | chełmiński          | 527                | 49,427                            | 94                             | 11,3             | 37                  | 6,8                 |
|                             |       | golubsko-dobrzyński | 613                | 43,426                            | 71                             | 11,1             | 35,6                | 19,8                |
|                             |       | Grudziądz           | 58                 | 89,081                            | 1536                           | 21,6             | 100                 | 20,1                |
| Herb powiatu grudziądzkiego |       | grudziądzki         | 728                | 39,139                            | 54                             | 9,4              | 12,4                | 14,4                |
|                             |       | inowrocławski       | 1225               | 151,303                           | 124                            | 41,4             | 64,1                | 10,2                |
|                             |       | lipnowski           | 1016               | 62,826                            | 62                             | 15,6             | 30                  | 22,2                |
|                             |       | mogileński          | 675                | 43,698                            | 65                             | 11,4             | 37,4                | 16,1                |
|                             |       | nakielski           | 1120               | 82,972                            | 74                             | 16,5             | 42,1                | 23,0                |
|                             |       | radziejowski        | 607                | 38,012                            | 63                             | 11,4             | 24,5                | 4,7                 |
|                             |       | rypiński            | 586                | 41,305                            | 70                             | 11,7             | 37,5                | 19,4                |
|                             |       | sępoleński          | 791                | 39,078                            | 49                             | 8,8              | 43,1                | 24,5                |
|                             |       | świecki             | 1473               | 95,081                            | 65                             | 25,2             | 34,8                | 35,5                |
|                             |       | Toruń               | 116                | 195,263                           | 1683                           | 65,4             | 100                 | 23,9                |
|                             |       | toruński            | 1230               | 113,889                           | 93                             | 21,8             | 12,2                | 34,0                |
|                             |       | tucholski           | 1075               | 47,018                            | 44                             | 11,4             | 27,9                | 48,5                |
|                             |       | wąbrzeski           | 502                | 32,633                            | 65                             | 9,1              | 39,8                | 8,2                 |
|                             |       | Włocławek           | 84                 | 101,450                           | 1208                           | 32,9             | 100                 | 24,5                |
|                             |       | włocławski          | 1472               | 82,364                            | 56                             | 20,0             | 19,5                | 18,3                |
|                             |       | żniński             | 985                | 67,737                            | 69                             | 14,8             | 41,8                | 16,9                |

## Urbanizacja
Na terenie województwa jest 56 miast, w których mieszka 58,1% mieszkańców regionu. Największym miastem jest Bydgoszcz skupiająca 16,4% ludności regionu, w tym 28,3% ludności miejskiej. Następnie Toruń (9,75% ludności regionu), Włocławek (5,09%), Grudziądz (4,46%) i Inowrocław (3,39%). Grupę miast średniej wielkości tworzy 16 ośrodków liczących od 10 do 30 tys. mieszkańców. Pod względem wielkości wyróżniają się tu: Brodnica, Świecie i Chełmno. Pozostałe miasta pełnią funkcję ośrodków centralnych o znaczeniu ponadlokalnym. Grupę miast małych tworzy 35 ośrodków. Są one bardzo zróżnicowane, znajdują się wśród nich zarówno miasta o funkcjach miast średnich, jak też bardzo małe miasteczka, liczące nawet poniżej 1,5 tys. mieszkańców (Górzno i Lubień Kujawski).
Bydgoszcz i Toruń to dwa główne regionalne ośrodki przemysłu, biznesu, nauki, kultury, sztuki, działalności badawczo-rozwojowej, a także siedziba władz lokalnych i kluczowych organizacji gospodarczych. Obszar Bydgoszczy i Torunia wraz z powiatami ziemskimi (tzw. aglomeracja bydgosko-toruńska) skupia 37% ludności województwa, ponad połowę podmiotów gospodarczych, a także zdecydowaną większość potencjału kulturalnego i szkolnictwa wyższego. Potencjał społeczno-gospodarczy aglomeracji lokuje ją na 6–7 miejscu wśród krajowych ośrodków regionalnych.
Pogrubiono nazwy miast powiatowych, a dodatkowo kursywą zapisano nazwy miast na prawach powiatu.
- Aleksandrów Kujawski
- Barcin
- Bobrowniki
- Brodnica
- Brześć Kujawski
- Bydgoszcz
- Chełmno
- Chełmża
- Chodecz
- Ciechocinek
- Dobrzyń nad Wisłą
- Gąsawa
- Gniewkowo
- Golub-Dobrzyń
- Górzno
- Grudziądz
- Inowrocław
- Izbica Kujawska
- Jabłonowo Pomorskie
- Janikowo
- Janowiec Wielkopolski
- Kamień Krajeński
- Kcynia
- Kikół
- Koronowo
- Kowal
- Kowalewo Pomorskie
- Kruszwica
- Lipno
- Lubień Kujawski
- Lubraniec
- Łabiszyn
- Łasin
- Mogilno
- Mrocza
- Nakło nad Notecią
- Nieszawa
- Nowe
- Pakość
- Piotrków Kujawski
- Pruszcz
- Radziejów
- Radzyń Chełmiński
- Rypin
- Sępólno Krajeńskie
- Skępe
- Solec Kujawski
- Strzelno
- Szubin
- Świecie
- Toruń
- Tuchola
- Wąbrzeźno
- Więcbork
- Włocławek
- Żnin

## Demografia

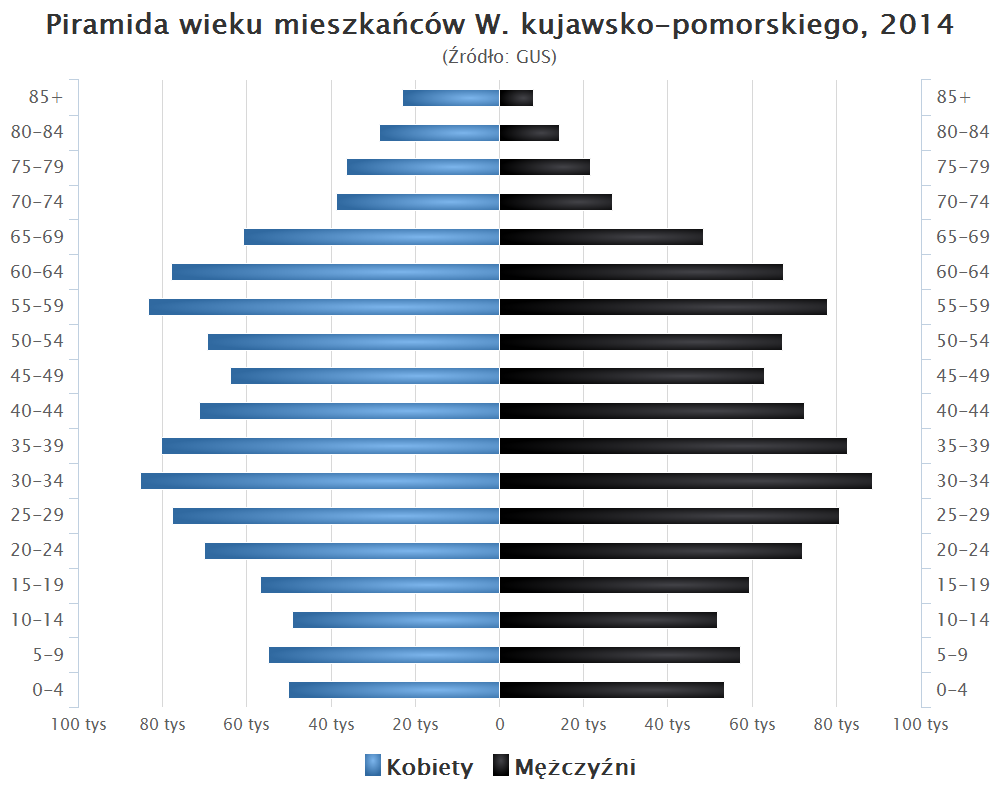
Piramida wieku mieszkańców W. kujawsko-pomorskiego w 2014 roku

Dane z 30 czerwca 2023 roku:
| Opis                              | Ogółem        | Ogółem        | Kobiety       | Kobiety       | Mężczyźni     | Mężczyźni     |
| --------------------------------- | ------------- | ------------- | ------------- | ------------- | ------------- | ------------- |
| Jednostka                         | Osób          | %             | Osób          | %             | Osób          | %             |
| Populacja                         | 2 001 670     | 100           | 1 033 439     | 52            | 968 231       | 48            |
| Powierzchnia                      | 17 971,34 km² | 17 971,34 km² | 17 971,34 km² | 17 971,34 km² | 17 971,34 km² | 17 971,34 km² |
| Gęstość zaludnienia (mieszk./km²) | 111           | 111           | 58            | 58            | 53            | 53            |

## Religia
Na terenie województwa działalność prowadzą: Kościół rzymskokatolicki, Kościół greckokatolicki, Kościół polskokatolicki, Polski Autokefaliczny Kościół Prawosławny, Kościół Ewangelicko-Augsburski, Kościół Ewangelicko-Metodystyczny, Kościół Chrześcijan Baptystów, Kościół Zielonoświątkowy, Kościół Boży w Chrystusie, Kościół „Chrystus dla wszystkich”, Kościół Chrystusowy, Kościół Ewangeliczny, Kościół Adwentystów Dnia Siódmego, Kościół Chrześcijan Dnia Sobotniego, Zbory Boże Chrześcijan Dnia Siódmego, Religijne Towarzystwo Przyjaciół, Chrześcijański Zbór Świadków Jehowy, Świecki Ruch Misyjny „Epifania”, Kościół Jezusa Chrystusa Świętych w Dniach Ostatnich, Muzułmański Związek Religijny, Zachodni Zakon Sufi w Polsce i Buddyjski Związek Diamentowej Drogi Linii Karma Kagyu.
Miasta biskupie Kościoła rzymskokatolickiego na terenie województwa kujawsko-pomorskiego:

## Ochrona przyrody
Ekologiczny System Obszarów Chronionych na terenie województwa tworzą pomniki przyrody, rezerwaty przyrody, parki krajobrazowe, obszary chronionego krajobrazu, użytki ekologiczne, zespoły przyrodniczo-krajobrazowe oraz obszary Natura 2000. Przez region przebiegają korytarze ekologiczne o znaczeniu międzynarodowym: Pradolina Toruńsko-Eberswaldzka i Dolina Dolnej Wisły oraz szereg korytarzy o znaczeniu krajowym, którą tworzą doliny większych rzek i ciągi jezior.
Łącznie obszary chronione zajmują jedną trzecią obszaru województwa kujawsko-pomorskiego. Największy odsetek powierzchni objętej ochroną prawną występuje w północnych powiatach: sępoleńskim (66%), tucholskim (57%), brodnickim (53%) i świeckim (48%).

### Zanieczyszczenie środowiska
Kujawsko-pomorskie należy do obszarów o średnim poziomie zanieczyszczenia powietrza atmosferycznego w kraju (9. miejsce). Z uwagi na obecność przemysłu, nieco większą skalę zanieczyszczeń powietrza notują miasta: Bydgoszcz, Toruń, Włocławek, Janikowo, Inowrocław, Świecie, Grudziądz i Kruszwica. Do najbardziej zanieczyszczonych rzek należą: Noteć, Wisła, Osa, Gąsawka, zaś do najczystszych: Brda i Wda. Gleby województwa charakteryzują się ogólnie niskim stopniem zanieczyszczenia.

### Parki krajobrazowe
W regionie znajduje się 10 parków krajobrazowych: 2 na obszarze Borów Tucholskich, 2 na Pojezierzu Chełmińsko-Dobrzyńskim, 3 w Dolinie Dolnej Wisły i na Pojezierzu Krajeńskim oraz 2 w południowej części regionu.
| Nazwa                                                                                | Rok zał. | Pow. [ha] | Siedziba  | Opis |
| ------------------------------------------------------------------------------------ | -------- | --------- | --------- | --- |
| Brodnicki Park Krajobrazowy                                                          | 1985     | 12349     | Grzmięca  | Ponad 60% obszaru zajmują lasy, a 12% zbiorniki wodne; znajduje się tu około 60 jezior, w większości występujących w rynnach subglacjalnych. Strona |
| Gostynińsko-Włocławski Park Krajobrazowy                                             | 1979     | 22200     | Kowal     | Położony jest w obrębie Kotliny Płockiej i Pojezierza Gostynińskiego; występują tu bogate formy morfologiczne: rynny subglacjalne, ozy, terasy oraz kompleks wydm śródlądowych. Strona                                                                                  |
| Górznieńsko-Lidzbarski Park Krajobrazowy                                             | 1990     | 13901     | Górzno    | Osobliwością parku jest niezwykle urozmaicona rzeźba terenu, zwłaszcza w dolinie Brynicy, w okolicach Górzna oraz rozległe kompleksy leśne. Strona |
| Krajeński Park Krajobrazowy                                                          | 1998     | 73850     | Więcbork  | Znajduje się w centralnej części Pojezierza Krajeńskiego; obejmuje teren o zróżnicowanej rzeźbie terenu: wysokich wzgórzach morenowych, ozach, drumlinach, kemach i rynnach jeziornych. Strona                                                                          |
| Nadgoplański Park Tysiąclecia                                                        | 1992     | 9983      | Kruszwica | Park i zarazem rezerwat obejmuje rozległe, rynnowe jezioro Gopło; środowisko naturalne odznacza się bogactwem gatunków ptaków, w tym wielu chronionych; w otoczeniu jeziora mają swoje stanowiska rzadkie gatunki roślinności niżowej, a wśród nich halofity. Strona    |
| Tucholski Park Krajobrazowy                                                          | 1985     | 25660     | Tuchola   | Położony jest w kompleksie Borów Tucholskich; 72% obszaru zajmują lasy, oraz 3% – wody; oś systemu hydrograficznego parku stanowi rzeka Brda wraz z jej dopływami: Czerską Strugą, Bielską Strugą, Rudą, Szumionką, Kiczą i Raciąską Strugą. Strona                     |
| Wdecki Park Krajobrazowy                                                             | 1993     | 19177     | Osie      | Położony jest na północy województwa w kompleksie Borów Tucholskich; 59% obszaru zajmują lasy; oś systemu hydrograficznego stanowi rzeka Wda wraz z jej dopływami: rzeką Prusiną, Sobińską Strugą i Ryszką. Strona                                                      |
| Zespół Parków Krajobrazowych nad Dolną Wisłą: Chełmiński, Nadwiślański, Góry Łosiowe | 1993     | 60502     | Świecie   | Obejmuje fragment Doliny Dolnej Wisły od Bydgoszczy do gminy Nowem oraz Rogóźno i Grudziądz; obejmuje ochroną atrakcyjny krajobrazowo i przyrodniczo, naturalny krajobraz doliny Wisły wraz z łąkami, starorzeczami, łęgami, zboczami, dolinkami erozyjnymi i wąwozami. |

### Rezerwaty przyrody
Według stanu na 2023 w województwie były 92 rezerwaty przyrody o łącznej powierzchni 9604 ha, co stanowiło około 1% powierzchni. Wśród nich znajduje się 48 rezerwatów leśnych, 16 torfowiskowych, 7 florystycznych, 8 faunistycznych, 7 krajobrazowych, 3 wodne, 3 stepowy, po 1 przyrody nieożywionej i słonoroślowy. Najwięcej rezerwatów znajduje się w dolinie Wisły, w Borach Tucholskich i na Pojezierzu Brodnickim.
Rezerwaty o największej powierzchni to:
- krajobrazowy Nadgoplański Park Tysiąclecia (2313,76 ha)
- krajobrazowy Rezerwat przyrody Dolina Rzeki Brdy (1681,50 ha)
- faunistyczny Rezerwat przyrody Rzeka Drwęca (543,47 ha)
- torfowiskowy Rezerwat przyrody Bagna nad Stążką (478,45 ha)
- faunistyczny Rezerwat przyrody Jezioro Rakutowskie (414,07 ha)

Do ścisłych rezerwatów przyrody należą: Cisy Staropolskie im. Leona Wyczółkowskiego, Osiny, Linje, Szumny Zdrój, Płutowo, Góra Świętego Wawrzyńca, Stręszek, Czarny Bryńsk.

### Obszary chronionego krajobrazu
W granicach województwa wyznaczonych jest 31 obszarów chronionego krajobrazu, gdzie ochroną objęto 338 507 ha. Najwięcej tego typu form znajduje się w dolinach rzecznych: Wisły, Brdy, Drwęcy i Osy oraz na terenie Borów Tucholskich. Chroni się tutaj zarówno przyrodnicze, jak i kulturowe elementy krajobrazu.

### Pomniki przyrody

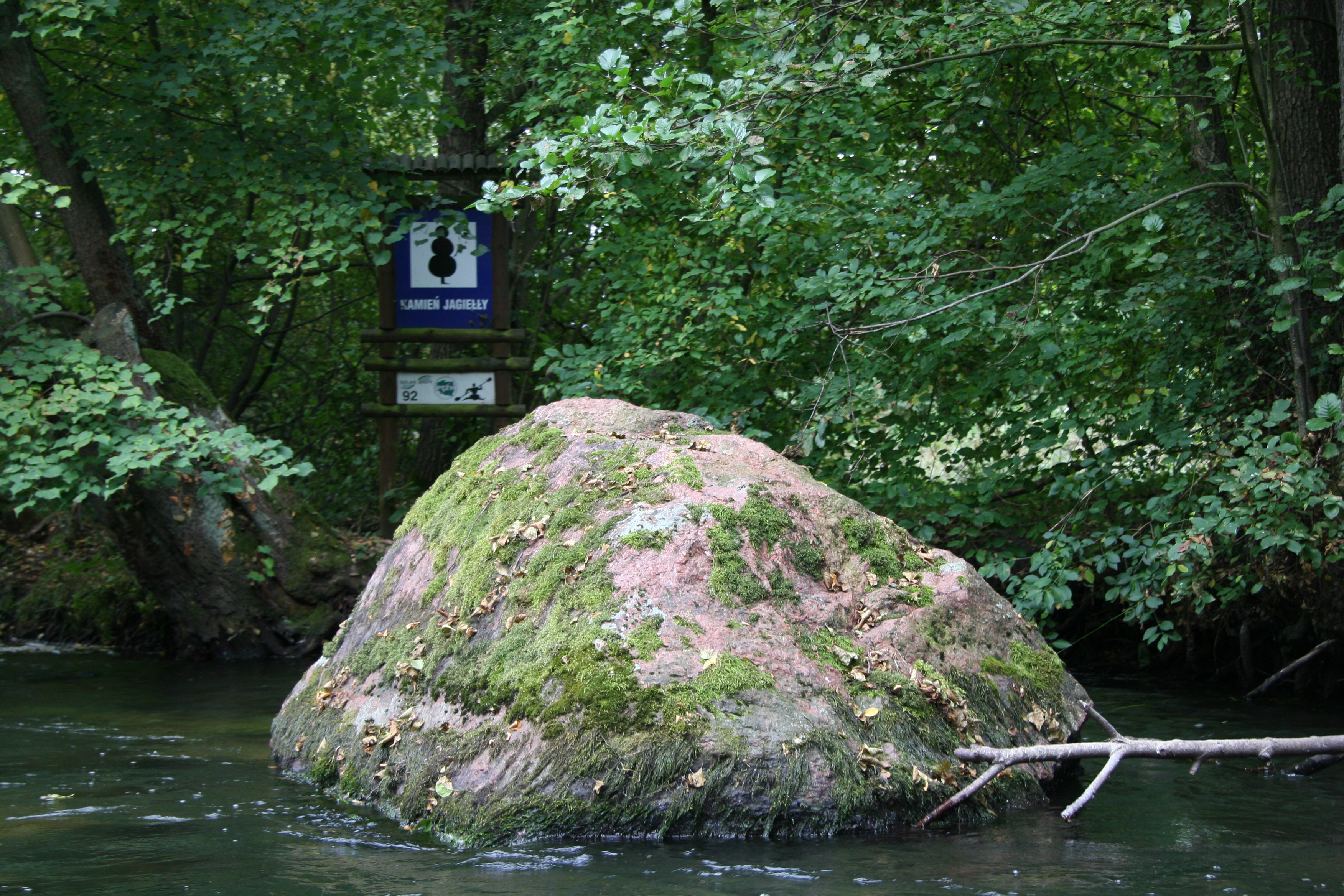
Kamień Jagiełły w Borach Tucholskich

W 2023 r. na obszarze województwa znajdowało się 2312 pomników przyrody. Wśród nich najliczniejszą grupę stanowiły pojedyncze drzewa (1518), grupy drzew (607), głazy narzutowe (88), aleje przydrożne (64) i 35 innych obiektów. Do najokazalszych pomników przyrody należały m.in. jaskinia Bajka koło Gądecza, Kamień św. Wojciecha w Leosi, o obwodzie 24,5 m, dąb „Jan Kazimierz” w Bąkowie o obwodzie 953 cm, dąb „Chrobry” we wsi Nogat koło Łasina o obwodzie 886 cm, „Dąb Bartek” w Bydgoszczy z obwodem 656 cm, aleja bukowa koło Radomina. Jeden z największych dębów „Dąb Rzeczypospolitej” o obwodzie 650 cm rosnący koło Górzna 25 grudnia 2020 roku został celowo podpalony i całkowicie zniszczony. Najbogatszym w pomniki przyrody miastem jest Bydgoszcz ([114 obiektów https://crfop.gdos.gov.pl/CRFOP/]). Wiele pomnikowych drzew i skupisk drzew znajduje się w wiejskich parkach pałacowych i dworskich.

### Sieć Natura 2000
Do 2011 r. na obszarze województwa wyznaczono 7 Obszarów Specjalnej Ochrony Ptaków: Błota Rakutowskie, Bagienna Dolina Drwęcy, Dolina Dolnej Wisły, Ostoja Nadgoplańska, Żwirownia Skoki, Bory Tucholskie, Dolina Środkowej Noteci i Kanału Bydgoskiego oraz 34 Obszary Mający Znaczenie dla Wspólnoty. Większość obszarów Natura 2000 znajduje się na terenach już chronionych jako parki krajobrazowe i obszary chronionego krajobrazu.

### Inne formy ochrony przyrody
W 2023 r. na terenie regionu znajdowały się 2197 użytków ekologicznych, zajmujących powierzchnię 6232 ha (głównie bagna, torfowiska, łąki, wąwozy, skarpy, trzcinowiska, kępy zadrzewień i oczka wodne), oraz 16 zespołów przyrodniczo-krajobrazowych o powierzchni 2623 ha (jary, doliny rzek, obrzeża jezior, torfowiska). Północno-wschodnia część województwa (33 gminy) znajduje się w granicach obszaru funkcjonalnego „Zielone Płuca Polski”, zaś 13 gmin w północnej części regionu obejmuje Rezerwat biosfery Bory Tucholskie.

## Ośrodki akademickie
W 2010 r. w Kujawsko-Pomorskiem funkcjonowało 33 wyższych uczelni. Najważniejsze z nich – takie, które oprócz kształcenia studentów mogą się pochwalić istotnym dorobkiem naukowym – to Uniwersytet Mikołaja Kopernika w Toruniu wraz z funkcjonującym w Bydgoszczy Collegium Medicum, Uniwersytet Kazimierza Wielkiego w Bydgoszczy i Politechnika Bydgoska im. Jana i Jędrzeja Śniadeckich. W 2010 r. w regionie nauki pobierało 85 tys. studentów (w tym 45 tys. w Bydgoszczy, 33 tys. w Toruniu i 5 tys. we Włocławku), zaś kadra naukowa liczyła 4,6 tys. osób (w tym 1160 profesorów).
W regionie istnieje wiele instytutów resortowych, zwłaszcza Ministerstwa Rolnictwa, w Toruniu istnieją placówki badawcze i badawczo-wdrożeniowe funkcjonujące w strukturze Polskiej Akademii Nauk. Rozwój innowacyjnej gospodarki w regionie wspomagają takie placówki jak: Regionalne Centrum Innowacyjności w Bydgoszczy, Centrum Transferu Technologii w Toruniu, Toruńska Agencja Rozwoju Regionalnego S.A. w Toruniu oraz placówki Naczelnej Organizacji Technicznej (Bydgoszcz, Toruń, Włocławek, Grudziądz, Inowrocław).
Działalność naukowo-badawczą, zwłaszcza studia regionalno-historyczne, prowadzą także towarzystwa naukowe, a wśród nich: Bydgoskie Towarzystwo Naukowe, Towarzystwo Naukowe w Toruniu, Włocławskie Towarzystwo Naukowe oraz liczne stowarzyszenia społeczno-kulturalne.

## Oświata

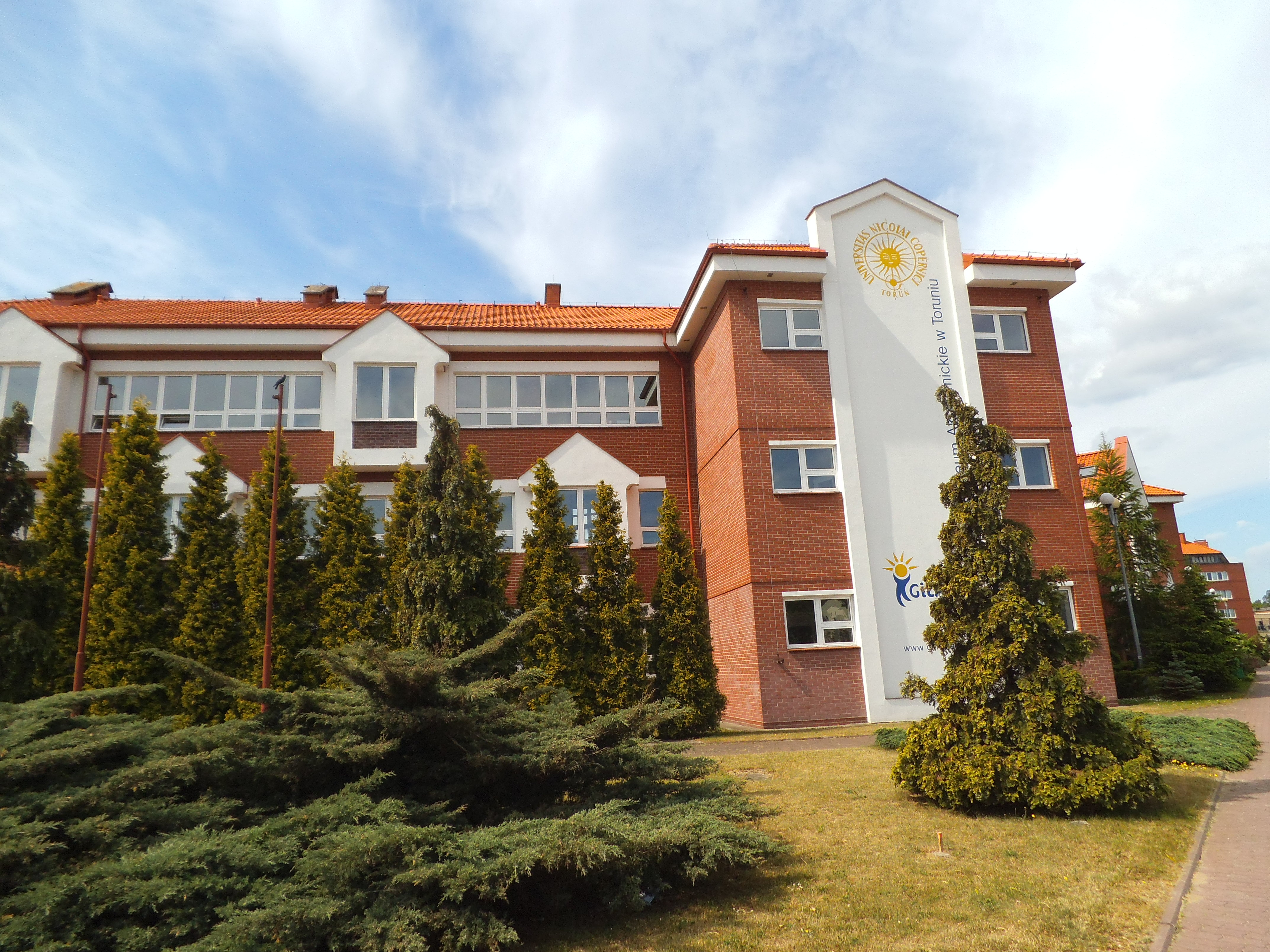
Gimnazjum i Liceum Akademickie w Toruniu

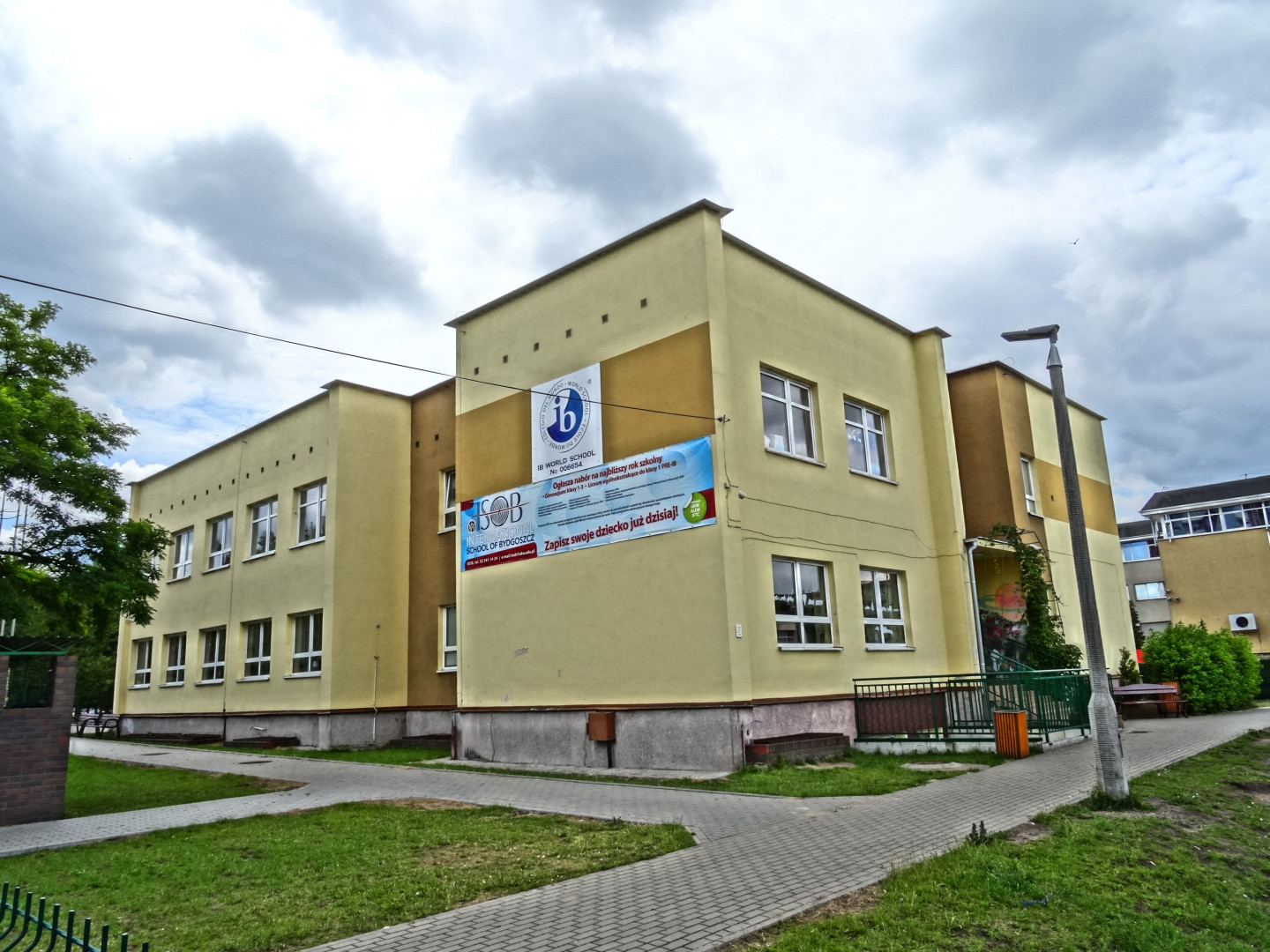
International School of Bydgoszcz

W 2010 r. w regionie funkcjonowało 705 szkół podstawowych, 397 gimnazjów, 149 zasadniczych szkół zawodowych, 124 licea ogólnokształcące, 28 liceów profilowanych, 153 technika, 7 średnich szkół artystycznych oraz 187 szkoły policealne. Nadzór prowadzi zlokalizowane w Bydgoszczy Kujawsko-Pomorskie Kuratorium Oświaty, zaś placówki doskonalenia nauczycieli zlokalizowane są m.in. w Bydgoszczy, Toruniu, Włocławku, Inowrocławiu, Szubinie i Nakle
W Toruniu swoją siedzibę ma jedyne w województwie i w kraju Gimnazjum i Liceum Akademickie. Placówka powstała w 1998 r., ale jej korzenie sięgają początku lat 90. XX w., kiedy to rozpoczęto prace nad kształtem i funkcją szkoły. GiLA jest szkołą prowadzoną przez Uniwersytet Mikołaja Kopernika w Toruniu. Z kolei w Bydgoszczy funkcjonuje szkoła międzynarodowa International School of Bydgoszcz, prowadzona przez Uniwersytet Kazimierza Wielkiego, z językiem wykładowym angielskim, posiadająca uprawnienia do wystawiania świadectw uznawanych na całym świecie oraz matury międzynarodowej, założona dla dzieci oficerów wojsk NATO, przyjmująca również dzieci i młodzież polską.

## Transport

### Transport drogowy
Województwo znajduje się w centralnej części kraju, gdzie przebiegają ważne paneuropejskie korytarze transportowe, zwłaszcza w kierunku południkowym:
- Korytarz Transportowy nr VI, w ciągu autostrady A1 (E75), łączącej Gdańsk, Grudziądz, Toruń, Włocławek, Łódź, Katowice;
- Korytarz Transportowy nr VIa, w którym planowana jest budowa drogi ekspresowej S5 (E261), łączącej Grudziądz, Bydgoszcz, Poznań i Wrocław;

W kierunku równoleżnikowym przebiega droga krajowa nr 10, docelowo droga ekspresowa S10, łącząca Warszawę, Toruń, Bydgoszcz i Szczecin.
| Droga  | Trasa | Obecna długość w województwie [km] | Uwagi                      |
| ------ | --- | ---------------------------------- | -------------------------- |
| A1E75  | Gdańsk – Grudziądz – Toruń – Włocławek – Łódź – Częstochowa – Katowice – Gorzyczki – granica państwa z Czechami |                                    |                            |
| S5E261 | Nowe Marzy – Świecie – Bydgoszcz – Poznań – Wrocław – Lubawka – granica państwa z Czechami                      | 130                                |                            |
| 10     | granica państwa z Niemcami – Lubieszyn – Szczecin – Stargard – Piła – Bydgoszcz – Toruń – Lipno – Płońsk        |                                    |                            |
| 15     | Trzebnica – Jarocin – Gniezno – Inowrocław – Toruń – Brodnica – Ostróda                                         |                                    |                            |
| 16     | Dolna Grupa – Grudziądz – Łasin – Iława – Olsztyn – Ełk – Augustów – Ogrodniki – granica państwa z Litwą        |                                    |                            |
| 25     | Bobolice – Człuchów – Bydgoszcz – Inowrocław – Konin – Kalisz – Gęsia Górka                                     |                                    |                            |
| 55     | Stolno – Grudziądz – Kwidzyn – Malbork – Nowy Dwór Gdański                                                      |                                    |                            |
| 56     | Trzeciewiec – Koronowo                                                                                          | 20                                 | cała w obrębie województwa |
| 62     | Strzelno – Włocławek – Płock – Nowy Dwór Mazowiecki – Siemiatycze                                               | 95                                 |                            |
| 67     | Lipno – Włocławek                                                                                               | 26                                 | cała w obrębie województwa |
| 80     | Pawłówek – Bydgoszcz – Zławieś Wielka – Toruń – Lubicz                                                          | 66                                 | cała w obrębie województwa |
| 91     | Gdańsk – Tczew – Nowe Marzy – Świecie – Toruń – Włocławek – Łódź – Częstochowa                                  |                                    |                            |

- Międzynarodowy Szlak rowerowy R1

### Transport kolejowy

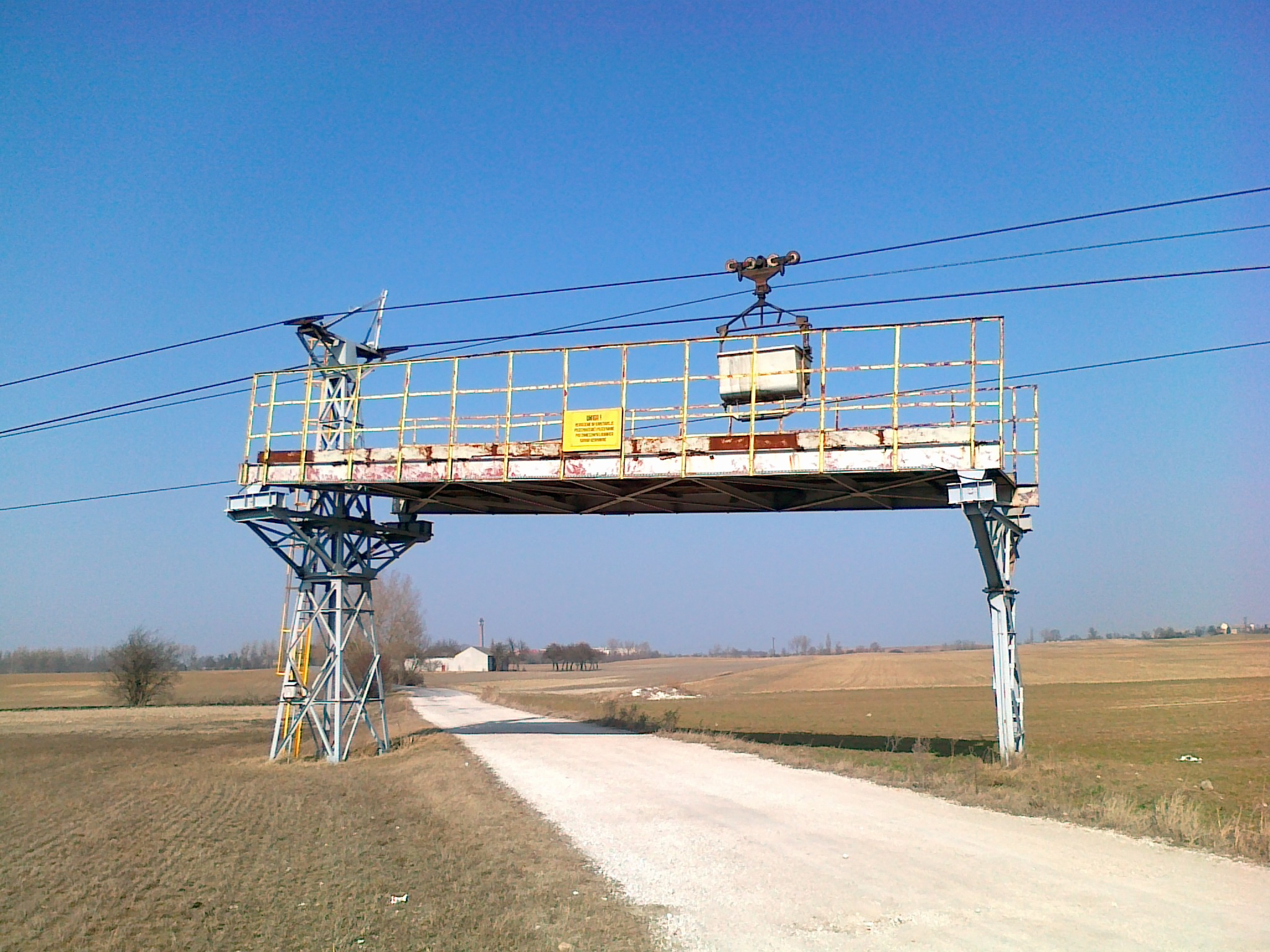
Kolej linowa Janikowo – Piechcin użytkowana przez JZS „Janikosoda” w Janikowie

Kolej doprowadzono na teren regionu w 1851 r. Była to Pruska Kolej Wschodnia, której Dyrekcja w latach 1849–1895 znajdowała się w Bydgoszczy. W 1862 r. oddano do użytku Kolej Warszawsko-Bydgoską, która łączyła jako pierwsza ziemie zaboru pruskiego i rosyjskiego. W II połowie XIX wieku wzniesiono trzy okazałe mosty kolejowe przez Wisłę (Toruń, Grudziądz, Fordon), z których most fordoński (dł. 1,33 km) był najdłuższą przeprawą w Rzeszy Niemieckiej, a do momentu zniszczenia w 1945 r. – najdłuższym w Polsce. W latach 1926–1933 wybudowano przebiegająca przez teren regionu magistralę węglową, stanowiącą najważniejszą linię towarową Polski międzywojennej, umożliwiającą eksport polskiego węgla przez port w Gdyni. Obecnie przez województwo przebiega w kierunku południkowym linia kolejowa nr 131 (magistrala węglowa) ulokowana w Korytarzu Transportowym C-E65 (Tczew – Bydgoszcz – Inowrocław – Zduńska Wola – Tarnowskie Góry – Pszczyna). Do ważniejszych tras kolejowych należy również linia nr 353 (Poznań – Inowrocław – Toruń – Olsztyn – Korsze) oraz nr 18 (Piła – Bydgoszcz – Toruń – Włocławek – Kutno). Najważniejsze, regionalne węzły kolejowe to Bydgoszcz, Toruń i Inowrocław.
Na terenie województwa działa Przemysłowa-Nizinna Kolej Linowa Janikowo-Piechcin należąca do Janikowskich Zakładów Sodowych „Janikosoda” – Soda Polska Ciech w Janikowie.

#### Tabor kolejowy
Województwo kujawsko-pomorskie jest właścicielem 45 pojazdów szynowych przejętych lub zakupionych przez urząd marszałkowski z których stanowią 26 elektrycznych zespołów trakcyjnych oraz 13 autobusów szynowych i pięć wagonów sterowniczych. Dodatkowo od 22 grudnia 2010 roku Urząd Marszałkowski Województwa Kujawsko-Pomorskiego jest właścicielem parowozu Ol49-3, którego nabył od spółki PKP Cargo. Przewoźnikiem obsługującym regionalny ruch pasażerski na zelektryfikowanych szlakach kolejowych jest Polregio, natomiast połączenia po niezelektryfikowanych liniach kolejowych obsługuje przewoźnik Arriva RP posiadający wyłącznie tabor spalinowy.
| Seria | Typ             | Liczba | Numery                                          | Producent | Użytkownik | Źródło |
| ----- | --------------- | ------ | ----------------------------------------------- | --------- | ---------- | ------ |
| ED72A | Pafawag 5Bs/6Bs | 4      | 001, 003, 007, 020                              | Pafawag   | Polregio   |        |
| EN76  | 22WEc           | 6      | 048 ÷ 053                                       | Pesa      | Polregio   |        |
| EN76B | 22WEg           | 5      | 015 ÷ 019                                       | Pesa      | Polregio   | [ 26 ] |
| SA106 | 214M            | 13     | 001 ÷ 002, 004 ÷ 006, 010, 012 ÷ 014, 016 ÷ 019 | Pesa      | Arriva RP  |        |
| SA123 | 401M            | 5      | 001 ÷ 005                                       | Pesa      | Arriva RP  |        |
| Ol49  | Ol49            | 1      | 3                                               | Fablok    | UM         |        |

### Transport lotniczy
Na terenie województwa zlokalizowany jest Międzynarodowy Port Lotniczy im. Ignacego Jana Paderewskiego w Bydgoszczy, który w 2011 r. oferował połączenia krajowe z Warszawą, międzynarodowe z lotniskami w Wielkiej Brytanii, Irlandii i Niemczech oraz połączenia sezonowe z kurortami w Turcji, Grecji, Bułgarii, Hiszpanii, Tunezji i Egipcie.
W regionie działają także lotniska cywilne i sportowe oraz lądowiska. Najpopularniejsze z nich to: Lotnisko Bydgoszcz-Biedaszkowo, Lotnisko Toruń-Bielany, Lotnisko Włocławek-Kruszyn, Lotnisko Grudziądz-Lisie Kąty oraz Lotnisko Inowrocław-Latkowo.

### Żegluga śródlądowa
Region posiada tradycje związane z żeglugą śródlądową. W czasach staropolskich podstawową arterią dla przewozu towarów była Wisła, a w XIX wieku także droga wodna Wisła-Odra poprzez Kanał Bydgoski. Obecnie żegluga ma znaczenie głównie turystyczne.
Przez województwo przebiegają dwie z trzech prowadzących przez Polskę międzynarodowych dróg wodnych (MDW):
- E40 – łącząca Bałtyk z Morzem Czarnym; na obszarze regionu pokrywa się z Wisłą;
- E70 – łącząca Antwerpię w Belgii z Kłajpedą na Litwie, na obszarze regionu jest to droga wodna Wisła-Odra, prowadząca Notecią i Kanałem Bydgoskim, a następnie w dół Wisły.

Od 2000 r. prowadzona jest rewitalizacja szlaku wodnego E70, która doprowadziła m.in. do budowy szeregu przystani nad Notecią oraz rewitalizacji Bydgoskiego Węzła Wodnego. W Bydgoszczy znajduje się port handlowy żeglugi śródlądowej, zaś na Brdzie kursuje Bydgoski Tramwaj Wodny.

## Gospodarka

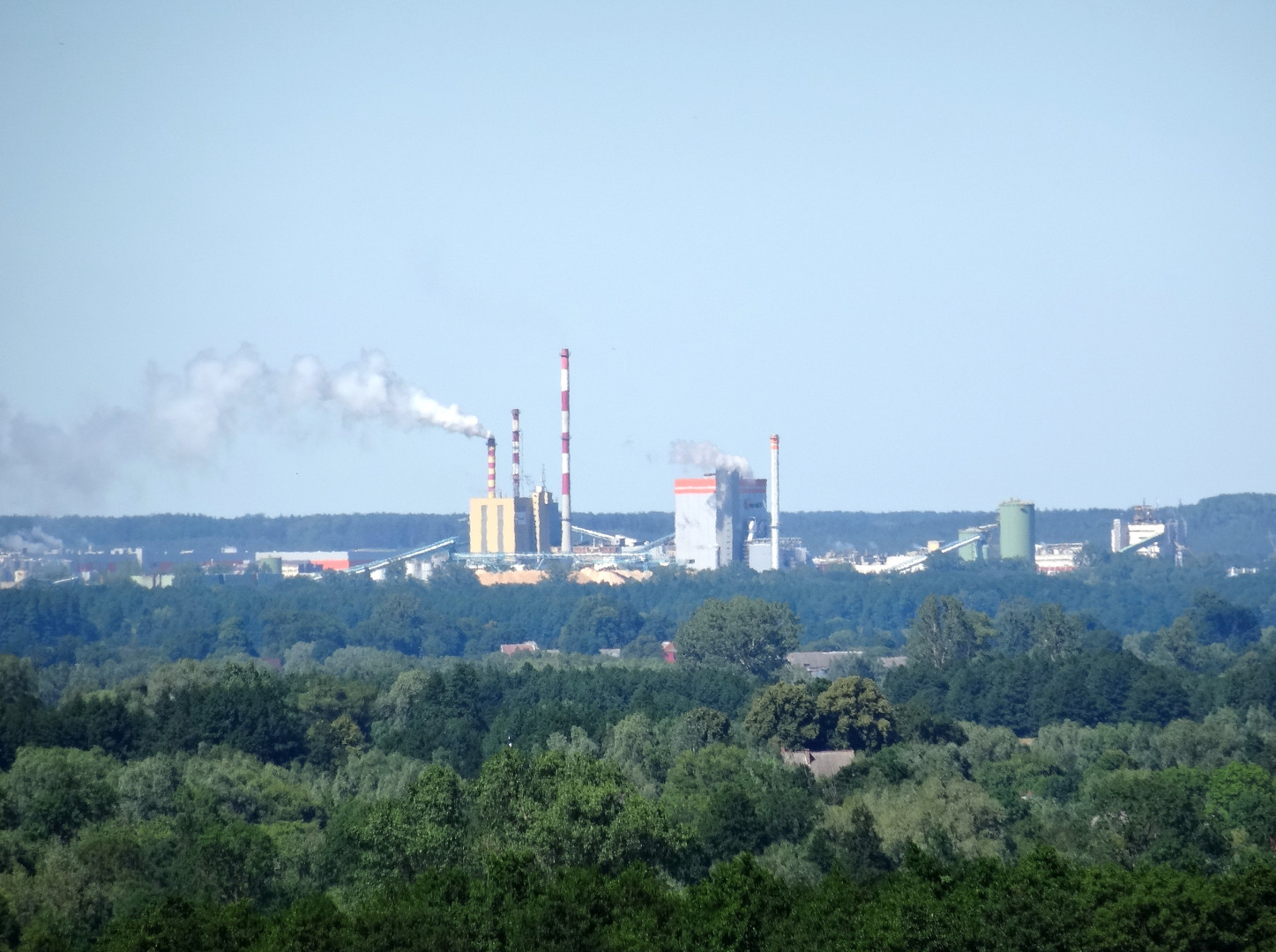
Mondi Świecie – jeden z głównych polskich producentów papieru

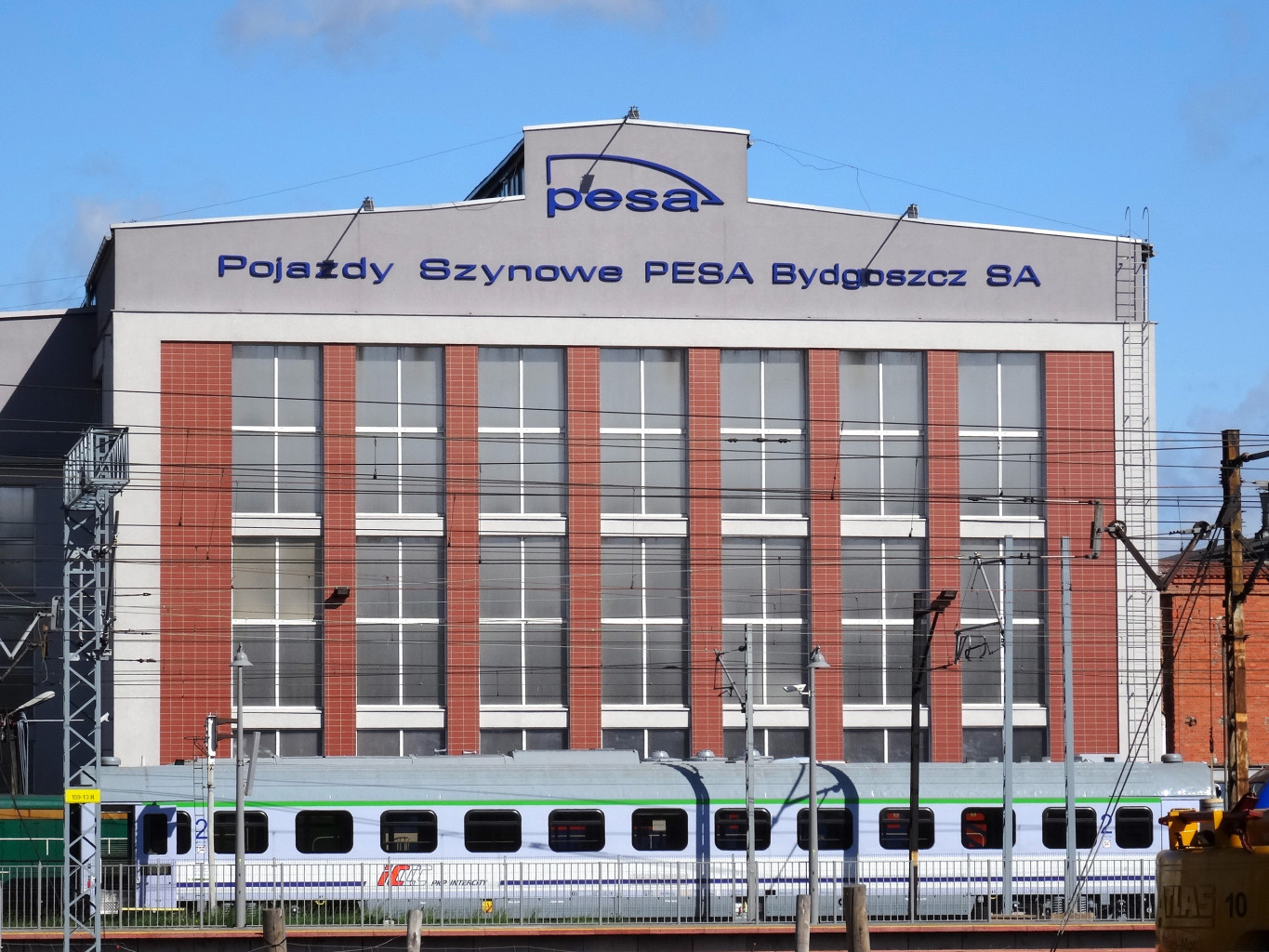
Pojazdy Szynowe PESA Bydgoszcz – producent tramwajów, autobusów szynowych, kolei (w tym dużych prędkości)

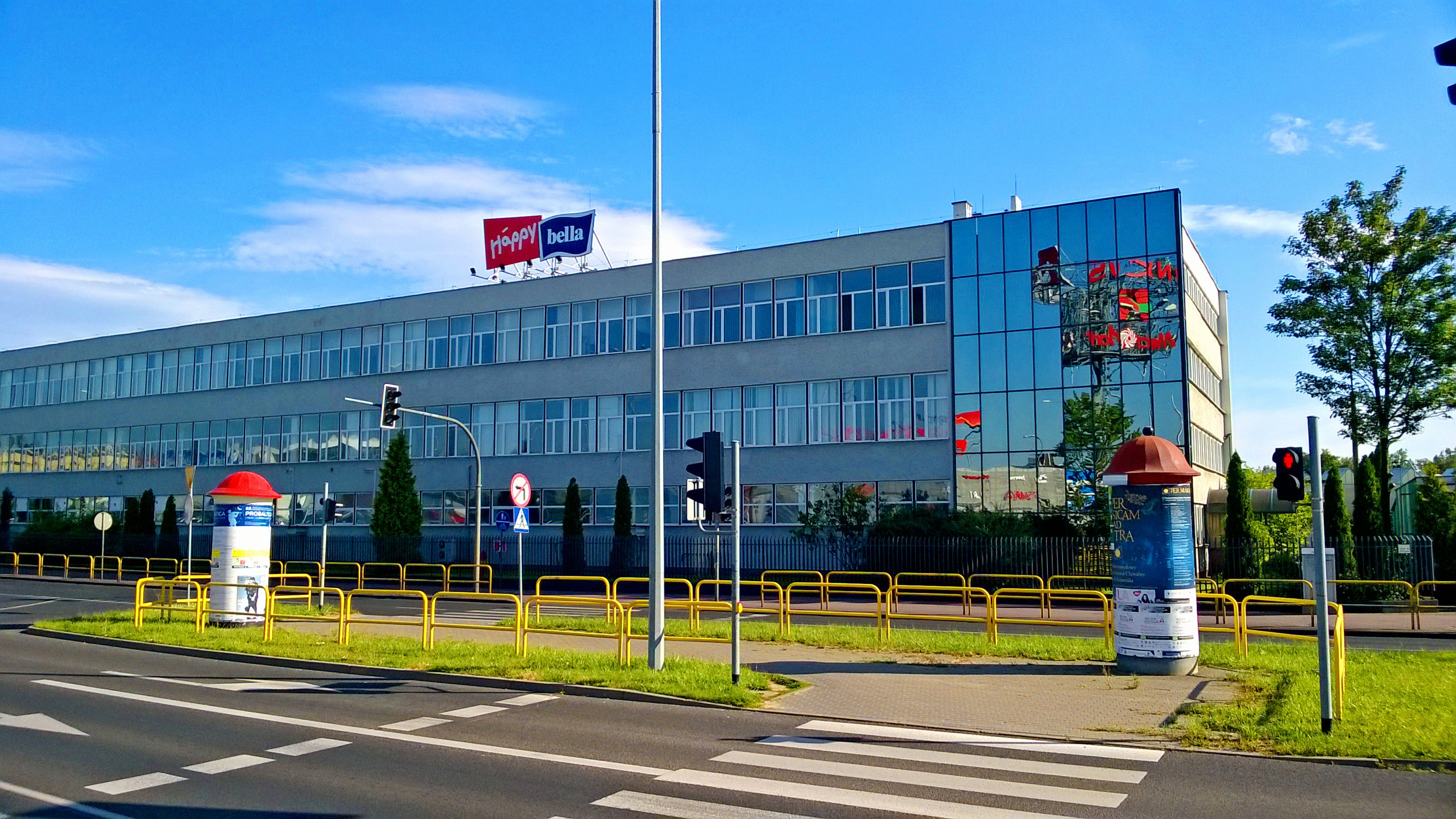
Toruńskie Zakłady Materiałów Opatrunkowych

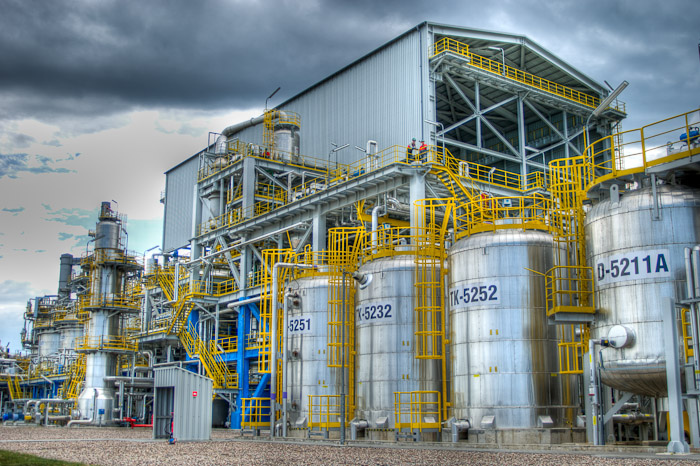
Kompleks petrochemiczny Orlenu we Włocławku

Ośrodkami gospodarczymi są miasta: Bydgoszcz, Toruń, Włocławek, wraz z Grudziądzem i Inowrocławiem. Trzonem gospodarczym regionu jest Bydgosko-Toruński Okręg Przemysłowy. W sektorze przedsiębiorstw pracowało w 2011 r. 246,4 tys. osób, zaś liczba podmiotów gospodarczych wynosiła 185 tys., co stanowiło 4,6% ogółu podmiotów w kraju. Większość z nich jest zarejestrowana na terenie miast (około 75%), w tym ponad 50% w czterech największych miastach regionu (25% w Bydgoszczy). Gminy o najwyższych wskaźnikach przedsiębiorczości to Bydgoszcz wraz z powiatem bydgoskim oraz Toruń. W regionie funkcjonuje 1,7 tys. firm z kapitałem zagranicznym (10. miejsce w kraju).
Do dużych korporacji światowych, posiadających swoje przedsiębiorstwa w regionie należą: Lafarge (Piechcin), Sharp Corporation, Orion, Sumika (Łysomice), Alcatel-Lucent, Atos Orgin, Coca-Cola, Frosta, JPMorgan Chase, Can-Pack, Unilever (Bydgoszcz), Jabil Global Services (Bydgoszcz), Teleplan (Bydgoszcz), Nestlé (Toruń), Mondi Group (Świecie), Klose (Nowe).
Od 2006 r. terenie województwa funkcjonują obszary włączone w skład Pomorskiej Specjalnej Strefy Ekonomicznej (do 30 listopada 2020 r.):
- „Crystal Park” Łysomice k. Torunia (177,6 ha) – mieści kompleks japońskich przedsiębiorstw elektronicznych
- Podstrefa Świecie (166 ha) – głównym inwestorem jest Mondi Świecie S.A.
- Podstrefa Grudziądz (115,9 ha) – do inwestorów należy m.in. Polpak Papier Sp. z o.o.
- Podstrefa Barcin (100 ha) – głównymi inwestorami są: Lafarge oraz Mapei
- Podstrefa Bydgoszcz (35,9 ha)
- Podstrefa Kowalewo Pomorskie (7,8 ha)
- Podstrefa Toruń (7,2 ha)
- Podstrefa Rypin (3,7 ha)

Do głównych parków przemysłowych województwa należą:
- Bydgoski Park Przemysłowo-Technologiczny,
- Toruński Park Technologiczny,
- Włocławska Strefa Rozwoju Gospodarczego Park Przemysłowo-Technologiczny,
- Park Przemysłowy w Solcu Kujawskim,
- Grudziądzki Park Przemysłowy,
- Vistula Park Świecie.

Przedsiębiorczość w regionie wspierają liczne instytucje i stowarzyszenia gospodarcze, m.in. agencje rozwoju regionalnego (Toruń), izby przemysłowo-handlowe (Bydgoszcz, Toruń, Włocławek, Grudziądz) i rolnicze (Przysiek), fundusze pożyczkowe (Bydgoszcz, Toruń), zrzeszenia i związki pracodawców oraz rzemiosła (Bydgoszcz), centra i kluby eksportera (Bydgoszcz, Toruń), Business Centre Club (Bydgoszcz, Toruń). Wśród instytucji łączących gospodarkę z nauką wyróżniają się: Regionalne Centrum Innowacyjności w Bydgoszczy i Interdyscyplinarne Centrum Nowoczesnych Technologii UMK w Toruniu.

### Statystyki gospodarcze
W 2012 r. produkt krajowy brutto woj. kujawsko-pomorskiego wynosił 71,5 mld zł, co stanowiło 4,4% PKB Polski. Produkt krajowy brutto na 1 mieszkańca wynosił 34,1 tys. zł (81,3% średniej krajowej), co plasowało kujawsko-pomorskie na 10. miejscu w kraju. Przeciętne miesięczne wynagrodzenie mieszkańca woj. kujawsko-pomorskiego w 3. kwartale 2011 r. wynosiło 3141,02 zł, co lokowało je na 13. miejscu względem wszystkich województw. W końcu marca 2012 liczba zarejestrowanych bezrobotnych w województwie obejmowała ok. 149,5 tys. mieszkańców, co stanowi stopę bezrobocia na poziomie 17,8% do aktywnych zawodowo.
Według danych z 2011 r. 7,4% mieszkańców w gospodarstwach domowych woj. kujawsko-pomorskiego miało wydatki poniżej granicy ubóstwa skrajnego (tzn. znajdowało się poniżej minimum egzystencji).
W 2011 do przedsiębiorstw o największych przychodach w województwie należały m.in.: Polski Cukier (zarząd w Toruniu), Neuca, ThyssenKrupp Energostal, Grupa TZMO S.A. (Toruń), Mondi Świecie S.A., Grupa Polomarket (siedziba w Giebni k. Pakości), Zakłady Tłuszczowe Kruszwica, Pojazdy Szynowe PESA Bydgoszcz, Jutrzenka, GK Lewiatan i Anwil S.A. (Włocławek), a także Zakłady Chemiczne Zachem w Bydgoszczy, Cereal Partners Poland Toruń-Pacific, Chemirol Mogilno i inne. W regionie swoje fabryki lub spółki posiadają także krajowe i międzynarodowe koncerny, zaliczane do firm o największych przychodach, m.in. Enea, Telefonika Kable, Unilever, Mlekpol, Can-Pack, Pilkington, Grupa Atlas, Schenker (Bydgoszcz), Grupa Kapitałowa Boryszew, OSM Łowicz (Toruń), Jabil Global Services (Bydgoszcz), Teleplan (Bydgoszcz), Pesa (Bydgoszcz), Ciech (Bydgoszcz, Inowrocław, Janikowo), Lafarge (Piechcin), Bonduelle (Gniewkowo).

### Rolnictwo
Podstawą gospodarki rolnej w województwie kujawsko-pomorskim są korzystne dla jej rozwoju warunki przyrodnicze, w szczególności wysoki udział gruntów ornych (57%, wobec 45% przeciętnego w kraju) oraz wysoka kultura rolna. Region dysponuje znaczącym udziałem gruntów ornych wysokich klas bonitacyjnych – 76% ogólnej powierzchni, w tym 36,7% gleb szczególnie produktywnych i chronionych, klas od I do IIIb włącznie (czarne ziemie na Kujawach). W rolnictwie regionu dominuje sektor prywatny (95%), który reprezentuje m.in. około 90 tys. indywidualnych gospodarstw o powierzchni co najmniej 1 ha.
Pod względem wartości produkcji towarowej z 1 ha użytków rolnych gospodarka rolna kujawsko-pomorskiego sytuuje się na drugim miejscu w kraju. Udział rolnictwa regionu w tworzeniu rolniczego produktu globalnego brutto jest wyższy niż przeciętnie w kraju i wynosi około 10%. Wyróżnia się produkcja buraków cukrowych (17% produkcji krajowej), rzepaku (13%) i zbóż (9%), natomiast w produkcji zwierzęcej: pogłowie trzody chlewnej i produkcja mięsa (2-3. miejsce w kraju).

### Przemysł
W 2010 produkcja sprzedana przemysłu w woj. kujawsko-pomorskim wynosiła 44,8 mld zł, co stanowiło 4,5% produkcji przemysłu Polski. Sprzedaż produkcji budowlano-montażowej w kujawsko-pomorskim wynosiła 6,1 mld zł, co stanowiło 3,8% tej sprzedaży Polski.
Przemysł województwa kujawsko-pomorskiego skupia 5,5% krajowego zatrudnienia (6. miejsce w kraju) i dostarcza 5,1% ogólnej wartości produkcji sprzedanej przemysłu (7. miejsce w kraju). Około jednej piątej produkcji sprzedanej regionu kierowane jest na eksport. 75% eksportu jest kierowane na rynek Unii Europejskiej, przy czym połowa trafia do Niemiec i krajów Beneluksu. Udział województwa w krajowym eksporcie wynosi 4,4%.
Pod względem wartości produkcji przemysłowej dominujące miejsce zajmuje przemysł spożywczy (26% wkład do krajowego przychodu przemysłu spożywczego). Dużą rolę odgrywa także przemysł chemiczny (wkład 13%), celulozowo-papierniczy (wkład 8%), oraz elektromaszynowy. Województwo zajmuje pierwsze miejsce w kraju w zakresie produkcji: sody (100%), soli (79%), włókien syntetycznych (58%), tłuszczów roślinnych (22%) i cukru (17%). Duży udział posiada także w produkcji papieru (30%) i tektury (15%), wyrobów z tworzyw sztucznych (25%), wyrobów chemii gospodarczej (20%) oraz nawozów azotowych. Kujawsko-pomorskie charakteryzuje się także ponadprzeciętnym rozwojem inwestycji w zakresie odnawialnych źródeł energii (w 2010 r. znajdowało się tu 39% wszystkich polskich elektrowni wiatrowych, które wytwarzały 143 MW energii elektrycznej oraz 54 elektrownie wodne o łącznej mocy 211 MW).

#### Sektor spożywczy
Przemysł spożywczy w województwie jest dobrze powiązany z bazą surowcową. W branży tej ulokowały się liczne spółki z kapitałem zagranicznym. Do ważniejszych przedsiębiorstw tej branży należą m.in.: Polski Cukier (Toruń), Kopernik Toruń, Nestlé Toruń, Vinpol (Toruń), OSM Łowicz (Toruń), Bonduelle Gniewkowo, Cykoria S.A. Wierzchosławice, Zakłady Tłuszczowe Kruszwica, Jutrzenka, Mlekpol, Drobex, Frosta S.A., Vobro (Brodnica), Polmass, Abramczyk, Domat, Globalmalt (Bydgoszcz), Bydgoskie Zakłady Mięsne, Delecta, Kujawianka (Włocławek), OSM Cuiavia (Inowrocław), Wody Mineralne Ostromecko, Zakłady Mięsne w Nowem i Osiu, GM Polski Przemysł Mięsny i Drobiarski MAT S.A (Grudziądz), Brodnickie Zakłady Żelatyny, ROTR Rypin, Oerlemans Foods (Strzelno), Hage Polska (Osielsko) i inne.

#### Sektor chemiczny
Na terenie województwa znajduje się szereg dużych przedsiębiorstw przemysłu chemicznego, które ulokowano tu m.in. z uwagi na bogactwa naturalne (sól, wapień) oraz korzystne dla wodochłonnego przemysłu warunki hydrograficzne (Wisła). Kujawsko-pomorskie wytwarza 13% przychodu krajowego przemysłu chemicznego. Do najważniejszych przedsiębiorstw tej branży należą m.in.: Anwil S.A. i Kujawska Fabryka Farb i Lakierów Nobiles (Włocławek), Nitrochem (Bydgoszcz), Linde AG (Eurogaz), Stomil Bydgoszcz oraz Unilever (Bydgoszcz), Soda Polska Ciech (Inowrocław, Janikowo), Inowrocławskie Kopalnie Soli Solino S.A., Elana S.A., Zakłady Laminatów Poliestrowych Trokotex (Toruń), Mondi Świecie S.A. i Kemira (Świecie) oraz szereg przedsiębiorstw z branży przetwórstwa tworzyw sztucznych, produkcji opakowań oraz form do ich wytwarzania, które zrzeszone są w Bydgoskim Klastrze Przemysłowym.

#### Sektor drzewno-papierniczy i meblowy
Branża drzewno-papiernicza i meblarska ma tradycje w regionie z uwagi na obecność dużych kompleksów leśnych, dostarczających surowca (Bory Tucholskie, Puszcza Bydgoska), jak i tradycje spławu drewna Wisłą oraz Kanałem Bydgoskim. Niektóre z przedsiębiorstw tej branży to: Mondi Świecie S.A., Bydgoskie Fabryki Mebli, Bydgoskie Zakłady Sklejek, Klose – Pomorska Fabryka Mebli (Nowe), Sits (Brodnica), Akcesoria Meblowe REJS (Rypin), HF Helvetia Furniture (Bydgoszcz), Gamet S.A. (Toruń), ETAP Meble (Bydgoszcz) i inne.

#### Sektor elektromaszynowy
W regionie działa holding Pojazdy Szynowe PESA Bydgoszcz, będący polskim dostawcą zespołów trakcyjnych i tramwajów. Do innych przedsiębiorstw tej branży należą m.in.: Apator, Towimor (Toruń), Makrum, Fabryka Obrabiarek do Drewna, Bydgoskie Zakłady Elektromechaniczne Belma, Wojskowe Zakłady Lotnicze nr 2, Bydgoska Fabryka Narzędzi „Befana”, Zakład Urządzeń Dozymetrycznych POLON-ALFA, Byfauch S.A., Tectro Polska (Bydgoszcz), Hydrotor S.A. (Tuchola), KFMR Krukowiak (Brześć Kuj.), Kujawska Fabryka Manometrów (Włocławek), Inofama (Inowrocław), Hydro-Vacuum S.A. (Grudziądz), Kohler + Bovenkamp Polska (Żnin), Istrail (Golub-Dobrzyń), Budkrusz (Aleksandrów Kuj.), Famor (Bydgoszcz) i inne.

#### Sektor elektrotechniczny i telekomunikacyjny
Regionalne przedsiębiorstwa branży elektrotechnicznej i telekomunikacyjnej zlokalizowane są przede wszystkim w Bydgoszczy i „Parku Kryształowym” w Ostaszewie pod Toruniem. Przedstawiciele tego typu przedsiębiorstw w Bydgoszczy to m.in.: Bydgoska Fabryka Kabli, Tyco Electronics, APW Poland, Eltra, Slican, Prettl Molding Polska, Volex Poland, Kolejowe Zakłady Łączności. W latach 2006–2009 w „Parku Kryształowym” wzniesiono zespół kilkunastu japońskich przedsiębiorstw – montowni sprzętu elektronicznego. Należą one do korporacji: Sharp Corporation, Orion Electric, Tenscho Electric Indistries, Sumitomo Chemical Co. Ltd, Tokai Pressing Co. Ltd i in.

#### Sektor budowlany i materiałów budowlanych
Największymi firmami budowlanymi w województwie kujawsko-pomorskim są: Budopol S.A., Projprzem S.A., Eltor (Bydgoszcz), Erbud, Marbud i Budlex (Toruń), Hydrobudowa (Włocławek), Melbud (Grudziądz), Alstal (Inowrocław). Do ważniejszych przedsiębiorstw produkujących materiały budowlane należą m.in.: Cementownia Kujawy (Bielawy), Solbet (Solec Kujawski), Grupa Atlas, Polbet i Kamal (Bydgoszcz), Prefabet Białe Błota, Baumat i Betor (Toruń), G+P Izomont (Włocławek), Kolejowe Zakłady Nawierzchniowe Cogifer Polska, Żegluga Bydgoska (Bydgoszcz).

### Business Process Outsourcing
W województwie znajdują się międzynarodowe przedsiębiorstwa typu Business Process Outsourcing (BPO) oraz Share Service Center (SSC). Według opracowania Kujawsko-Pomorskiego Centrum Obsługi Inwestora najważniejszymi reprezentantami tej branży w kujawsko-pomorskim są:
- Atos Origin (Bydgoszcz), doradztwo, integracja systemów i zarządzanie infrastrukturą informatyczną[44]
- Alcatel-Lucent Polska Sp. z o.o. (Bydgoszcz), doradztwo i wsparcie operacyjne w zakresie systemów informatycznych[45]
- JPMorgan Chase LTD (Bydgoszcz), zarządzanie finansami w zakresie handlu międzynarodowego i logistyki[46]
- Teleplan Polska Sp. z o.o. (Bydgoszcz), usługi serwisowe sprzętu elektronicznego, komputerowego i telekomunikacyjnego[47]
- Jabil Global Services (Bydgoszcz), największy w Europie aftermarket serwis, naprawa sprzętu elektronicznego, komputerowego, np.: Apple, Hp, Lenovo. W Bydgoszczy zatrudnia 810 fachowców[48].

### Spółki giełdowe z regionu
W 2021 r. na Warszawskiej Giełdzie Papierów Wartościowych notowane były następujące firmy z regionu: Apator, Atrem, Dadelo, Drozapol Profil, Grupa Kapitałowa Immobile, Neuca, Oponeo.pl, Makrum, Hydrotor Przedsiębiorstwo Hydrauliki Siłowej, Vivid Games.

## Kultura
W 2009 r. w województwie funkcjonowało 450 bibliotek, 14 domów i 43 ośrodków kultury, kilkanaście galerii sztuki, 16 kin, 29 muzeów, 8 teatrów i instytucji muzycznych oraz było 233 zespołów artystycznych z 3,6 tys. członków.
Do największych instytucji kultury w województwie należą instytucje muzyczne: Opera Nova w Bydgoszczy, Filharmonia Pomorska oraz Akademia Muzyczna im. Feliksa Nowowiejskiego w Bydgoszczy. Swój wkład w rozwój kultury regionu mają także sceny teatralne: Teatru Polskiego im. Hieronima Konieczki w Bydgoszczy, Teatru im. Wilama Horzycy i Baju Pomorskiego w Toruniu, a także Ośrodek Chopinowski w Szafarni. W największych miastach regionu znajdują się teatry, galerie i muzea. Do największych placówek, posiadających liczne oddziały należą muzea okręgowe: w Toruniu i w Bydgoszczy. W Bydgoszczy funkcjonuje ponadto m.in. Muzeum Wojsk Lądowych oraz Eksploseum na bazie reliktów DAG Fabrik Bromberg, zaś w Toruniu m.in. Muzeum Piśmiennictwa i Drukarstwa, Muzeum Artylerii, Planetarium i inne. Od 2008 r. w Toruniu działa Centrum Sztuki Współczesnej Znaki Czasu, a także od 2013 r. Centrum Nowoczesności Młyn Wiedzy.

### Wydarzenia kulturalne

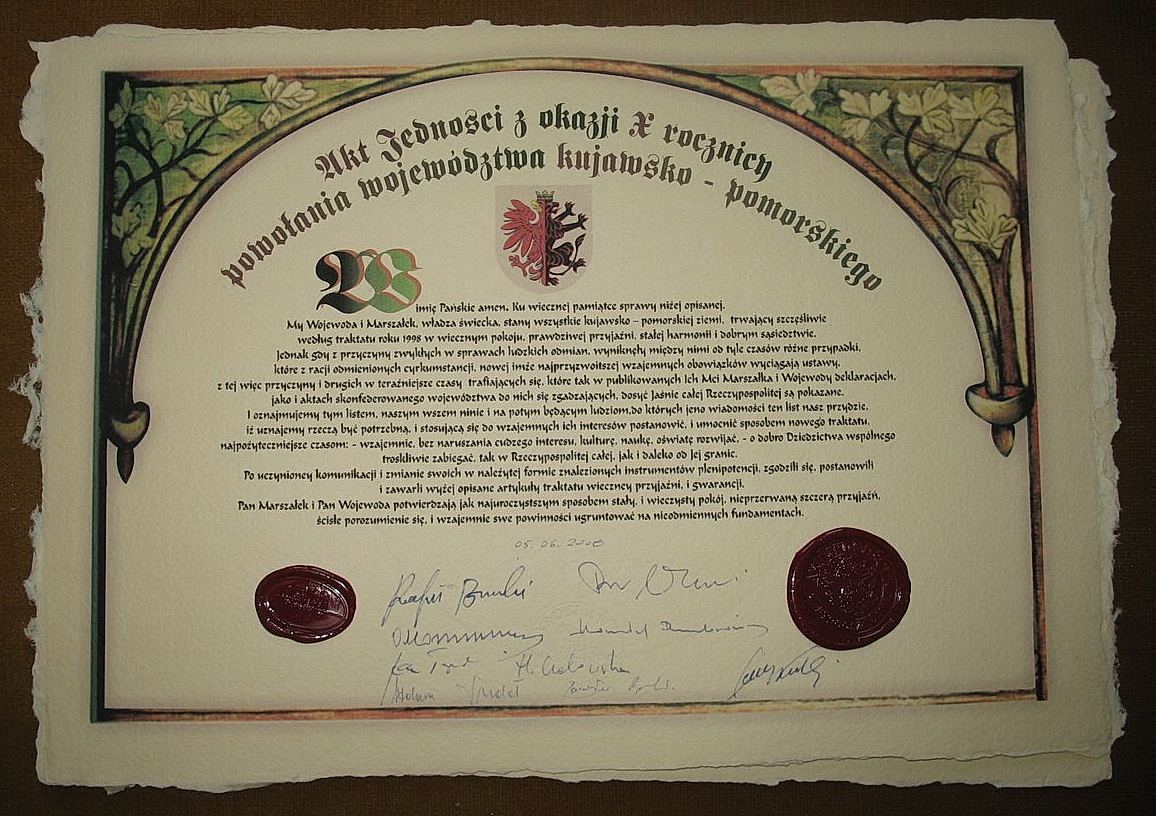
Akt Jedności podpisany podczas wystawy AutografExpo z okazji X rocznicy powstania województwa kujawsko-pomorskiego.

W każdym większym mieście regionu odbywają się cykliczne wydarzenia kulturalne oraz koncerty, lecz największe i najbardziej prestiżowe z nich odbywają się w Bydgoszczy i Toruniu. Do najstarszych festiwali należą: Festiwal Teatrów Polski Północnej w Toruniu (1959, od 1990 r. Międzynarodowy Festiwal Teatralny „Kontakt”), Międzynarodowy Konkurs Pianistyczny im. Ignacego Jana Paderewskiego w Bydgoszczy (1961), Bydgoski Festiwal Muzyczny (1962) i kongres Musica Antiqua Europae Orientalis w Bydgoszczy (1966). Do najbardziej prestiżowych należy natomiast Międzynarodowy Festiwal Sztuki Autorów Zdjęć Filmowych Plus Camerimage, odbywający się w Toruniu (1993–1999 i od 2019). Inne bardziej znane to: Bydgoski Festiwal Operowy, Festiwal Prapremier, Bydgoskie Impresje Muzyczne, Camera Obscura, Artpop Festival Złote Przeboje Bydgoszcz, Międzynarodowy Festiwal Teatrów Lalek „Spotkania”, Festiwal Muzyki i Sztuki Krajów Bałtyckich „Probaltica”, Tofifest. Wspólnym przedsięwzięciem elit kulturalnych obu miast jest AutografExpo. Monopol obu największych miast regionu przełamują takie imprezy jak: Festyn Archeologiczny w Biskupinie, Festiwal Operowo-Operetkowy w Ciechocinku, czy Ogólnopolski Festiwal Młodzieżowych Orkiestr Dętych w Inowrocławiu.

### Media
W województwie kujawsko-pomorskim głównymi ośrodkami skupiającym media są: Bydgoszcz, gdzie dominują media publiczne oraz Toruń, gdzie mają siedziby media niepubliczne. W Bydgoszczy znajdują się regionalne ośrodki Telewizji Polskiej (TVP Bydgoszcz) i Polskiego Radia publicznego (Polskie Radio Pomorza i Kujaw). Telewizja Bydgoszcz posiada redakcję zamiejscową i studio telewizyjne w Toruniu oraz korespondenta we Włocławku, Polskie Radio PiK swoje zamiejscowe redakcje wraz ze studiem posiada w Toruniu i Włocławku oraz korespondenta w Grudziądzu.
Zasięg wojewódzki ma jeden tytuł prasowy wychodzący w Bydgoszczy: „Gazeta Pomorska” (nakład dzienny w 2014 r. 54 tys. egz.). Lokalnym dziennikiem obejmującym teren dawnego województwa bydgoskiego jest „Express Bydgoski” (nakład 18 tys. egz.) Znajduje się tu również lokalna redakcja „Gazety Wyborczej”, oddział Polskiej Agencji Prasowej, a także rezydują tu korespondenci innych agencji m.in. Katolickiej Agencji Informacyjnej. W 2012 r. w Bydgoszczy wydano 91 tytułów gazet i czasopism w globalnym nakładzie 36,7 mln egzemplarzy, co stanowi 79% nakładu wychodzącego w województwie kujawsko-pomorskim.
W Toruniu najpopularniejszym dziennikiem, obejmującym teren dawnych województw toruńskiego i włocławskiego są „Nowości” (nakład dzienny 19 tys. egz.), w mieście lokalne redakcje mają „Gazeta Wyborcza” oraz „Gazeta Pomorska”, biura korespondentów posiadają: „Rzeczpospolia”, Polska Agencja Prasowa i Katolicka Agencja Informacyjna. W Toruniu znajduje się siedziba prowadzonych przez redemptorystów ogólnokrajowych mediów: Radia Maryja i Telewizji Trwam. Ponadto istnieje tu regionalny oddział telewizji TVN i TVN24, lokalną stacją jest TV Toruń.
Zarówno w Bydgoszczy, jak i w Toruniu, a w nieco mniejszym wymiarze także we Włocławku, Grudziądzu i Inowrocławiu znajdują się liczne redakcje stacji radiowych i siedziby internetowych portali informacyjnych. W miejscowościach będących siedzibami gmin i powiatów wydawane się periodyki regionalne, np. Tygodnik Lokalny „Pałuki” w Żninie, „Wiadomości Krajeńskie”, „Tygodnik Tucholski”, „Czas Brodnicy” i wiele innych.

## Turystyka i wypoczynek

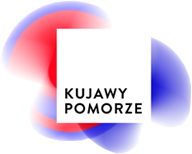
Logo województwa

### Walory turystyczno-kulturowe
Województwo charakteryzuje się bogactwem materialnego dziedzictwa kulturowego. Wśród obiektów pozostających pod ochroną konserwatorską znajdują się: obiekty budownictwa i architektury (23145 obiektów), cmentarze (1752), zabytkowa zieleń (1200), zabytki archeologiczne (41 425 stanowisk archeologicznych, 188 grodzisk). Według stanu z 2007 r. wpis do rejestru zabytków uzyskało 2742 obiektów nieruchomych w województwie.
W regionie występuje kilka obszarów specyficznych pod względem cech kulturowych:
- ziemia chełmińska – słynie z architektury gotyckiej, którą reprezentują pozostawione przez Krzyżaków liczne zamki obronne wzniesione z czerwonej cegły, obwarowania miejskie (Chełmno, Toruń, Grudziądz), budowle sakralne i ratusze. Najlepiej zachowane zamki krzyżackie można podziwiać w Golubiu (przełom XIII/XIV w.), Radzyniu Chełmińskim (pocz. XIV w.), Bierzgłowie (XIII w.) i Papowie Biskupim (koniec XIII w.) Wieże zamkowe zachowały się m.in. w Brodnicy i Świeciu. Do najbardziej reprezentatywnych budowli świeckich należy Ratusz Staromiejski w Toruniu (koniec XIV w.) oraz renesansowy Ratusz w Chełmnie. Do miejsc o najsilniej odciśniętym znamieniu gotyku z czasów krzyżackich należą Starówki w Chełmnie i Toruniu. Osobliwością tego obszaru są także zachowane XIX-wieczne pruskie zespoły fortyfikacji twierdz w Grudziądzu, Chełmnie i Toruniu.
- Kujawy i Pałuki – obszar związany z dziedzictwem Piastów i zabytkami architektury romańskiej; występują tu m.in. cmentarzyska neolityczne, w tym megalityczne grobowce kujawskie (rezerwaty archeologiczne w Sarnowie i Wietrzychowicach) oraz osada obronna ludności kultury łużyckiej w Biskupinie uznana za Pomnik historii; z zabytków romańskich zachowały się klasztory benedyktynów, norbertanek i kanoników regularnych, m.in. w Mogilnie (fundacja z 1065 r.), Kruszwicy (kolegiata 1120-40), Strzelnie (rotunda św. Prokopa, klasztor norbertanek 1180-93), które pełniły bardzo ważną rolę cywilizacyjną w czasach kształtowania się państwowości polskiej oraz kościoły parafialne w Inowrocławiu i Kościelcu Kujawskim; rejon Kujaw i Pałuk ze względu na kultywowanie zwyczajów i obrzędów jest postrzegany jako enklawa o zachowanej tradycyjnej tożsamości lokalnej. Przez Kujawy Zachodnie i Pałuki biegnie Szlak Piastowski.
- Dolina Wisły – obszar osadnictwa holenderskiego (mennonickiego) z XVII i XVIII w.; obejmuje elementy krajobrazu kulturowego z systemem kanałów odwadniających, obiektów hydrotechnicznych i „olęderskim” typem zabudowy; najlepiej zachowane relikty tego typu zabudowy zachowały się w nadwiślańskich wsiach: Wielka Nieszawka, Przyłubie, Otorowo, Łęgnowo, Chrystkowo, Wielkie Stwolno, Wielki Lubień, Wielkie Zajączkowo, Bratwin, Wielki Komórsk, Mały Komórsk, Mątawy, Tryl, Krusze i innych.

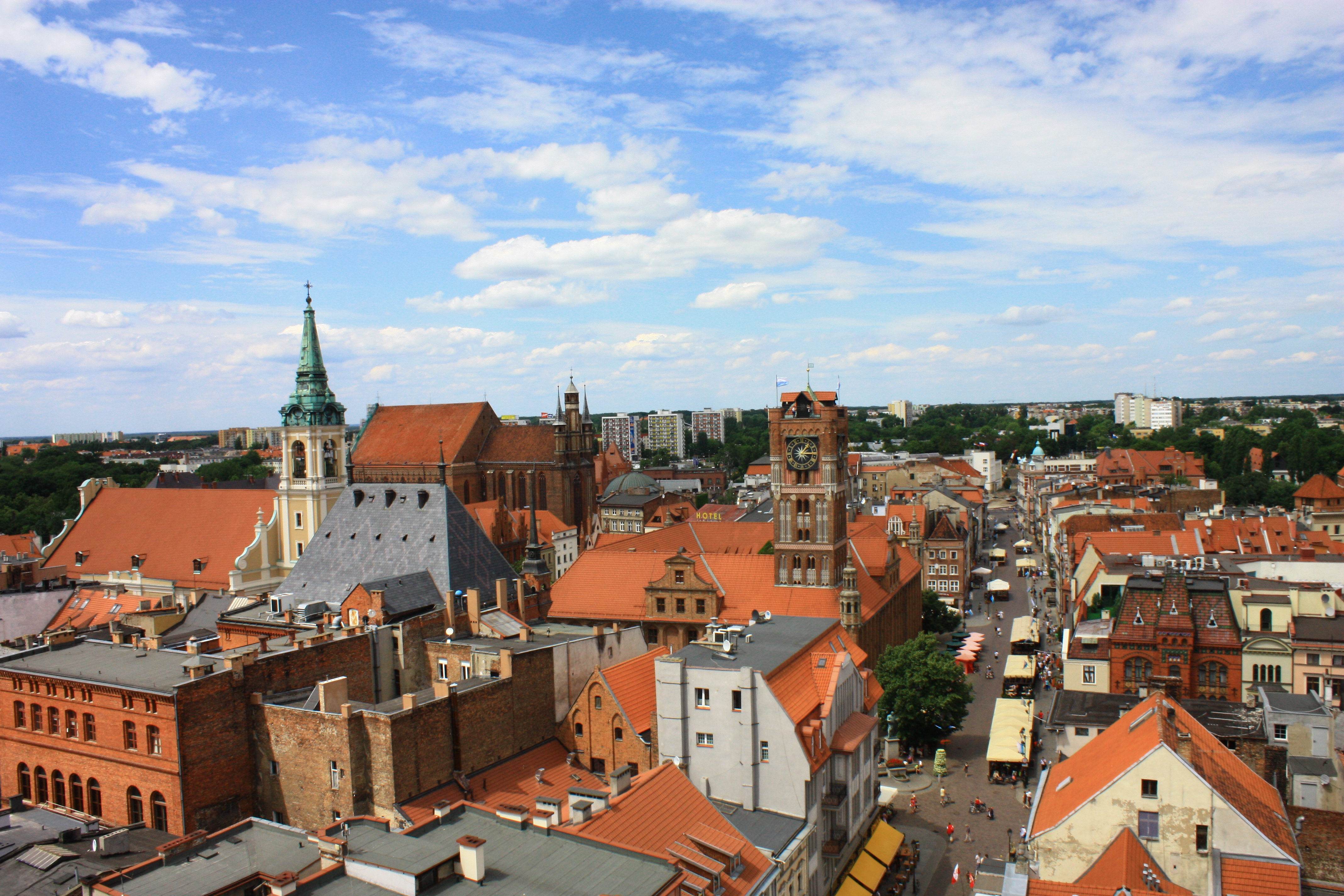
Fragment Starego Miasta w Toruniu wpisanego w 1997 roku na listę światowego dziedzictwa Kulturowego UNESCO

Za pomniki historii zostały uznane następujące obiekty:
1. Biskupin (1994 r.) – zrekonstruowana osada obronna ludności kultury łużyckiej z okresu halsztackiego (700 – 400 lat p.n.e.)
2. Stare i Nowe Miasto Toruń (1994 r.) – miasto średniowieczne, jedno z najbogatszych w zabytki miast polskich, w 1997 roku wpisane na listę Światowego Dziedzictwa Kultury UNESCO; wśród zabytków wyróżnia się Ratusz Staromiejski, trzy gotyckie kościoły, mury miejskie, spichlerze i kamienice oraz ruiny zamku krzyżackiego; oprócz Starówki godny zwiedzenia jest również zespół fortów Twierdzy Toruń oraz Bydgoskie Przedmieście z XIX-wieczną neostylową zabudową;
3. Chełmno (2005 r.) – zachowane niemal w niezmienionym kształcie XIII-wieczne miasto lokacyjne, obwiedzione murami obronnymi, z 7 gotyckimi kościołami oraz renesansowym ratuszem.

Parkami kulturowymi w województwie są:
1. Park Kulturowy Wietrzychowice (utw. 2006) – kujawskie grobowce megalityczne;
2. Park Kulturowy Kalwaria Pakoska (2008);
3. Park Kulturowy „Kościół pw. św. Oswalda” w Płonkowie (2009);
4. Park Kulturowy Sarnowo (2010) – cmentarzysko grobowców kujawskich kultury pucharów lejkowatych.

Oprócz wyżej wymienionych obiektów, godne zwiedzenia są również miasta:
- Bydgoszcz – miasto lokowane w XIV w. słynące z symbiozy staromiejskiej zabudowy z rzeką Brdą oraz rozległego Śródmieścia z neostylową zabudową z przełomu wieków XIX i XX; w rejestrze zabytków znajdują się 223 obiekty, w tym w całości Stare Miasto, Wyspa Młyńska i Kanał Bydgoski; symbolem miasta jest zespół spichrzy nad Brdą, Wenecja Bydgoska oraz figura Łuczniczki z 1910 r.
- Grudziądz – miasto średniowieczne, którego symbolem są spichrze nad Wisłą;
- Włocławek – miasto nad Wisłą z eklektyczną zabudową; kluczowym zabytkiem jest bazylika katedralna Wniebowzięcia NMP;
- Ciechocinek – jest jednym z najstarszych polskich uzdrowisk; kluczowym zabytkiem są tężnie wzniesione w połowie XIX wieku, zaś eklektyczną kurortową zabudowę otacza Park Zdrojowy.
- Inowrocław – miasto uzdrowiskowe, którego wizytówką jest Park Solankowy oraz tężnie;
- Golub-Dobrzyń – kluczowym zabytkiem jest zamek krzyżacki, w XVII wieku siedziba siostry króla Zygmunta III – Anny Wazówny.

Reprezentantami architektury gotyckiej poza ziemią chełmińską są m.in.: katedra we Włocławku, katedra w Bydgoszczy, kościoły farne w Inowrocławiu, Brześciu Kujawskim, zespół pocysterski w Koronowie i inne. W regionie obecne są również zabytki architektury barokowej: klasztory benedyktynów w Bysławiu, bernardynów w Skępem, Świeciu i Trutowie, karmelitów bosych w Kcyni i Oborach, reformatów w Brodnicy, Grudziądzu, Łabiszynie, Pakości, Podgórzu i Włocławku oraz kolegia jezuickie w Bydgoszczy, Grudziądzu i Toruniu. Architekturę klasycystyczną reprezentują m.in. pałace szlacheckie: Mostowskich w Ostromecku, Zboińskich w Kikole, Skórzewskich w Lubostroniu i grupy pałacowe w Nawrze, Okalewie i Lubrańcu.
Na Kujawach stosunkowo liczne są ośrodki kultu religijnego: sanktuarium Matki Bożej Królowej Pokoju w Markowicach, sanktuarium Matki Bożej Pani Kujaw w Ostrowąsie, Matki Bożej Łaskawej w Pieraniu, Matki Bożej Łaskawej Niezawodnej Nadziei we Włocławku oraz Kalwaria Pakoska (w jej skład wchodzą 23 kaplice i barokowy kościół Ukrzyżowania z 1661 roku). Pozostałe sanktuaria katolickie to m.in.: sanktuarium Matki Bożej Pięknej Miłości w Bydgoszczy, Krzyża Świętego w Kcyni, NMP Królowej Krajny w Byszewie, Matki Bożej Uzdrowienia Chorych w Topolnie, Matki Bożej Częstochowskiej w Świeciu, Matki Bożej Bolesnej w Chełmnie, Matki Bożej Łaskawej w Grudziądzu, św. Juty w Bielczynach, Sanktuarium Maryjne w Rywałdzie, Matki Bożej Brzemiennej w Wąbrzeźnie, karmelitańskie w Oborach, Matki Bożej Trzykroć Przedziwnej w Bydgoszczy, Matki Bożej Nieustającej Pomocy w Toruniu, Matki Bożej Skępskiej Pani Mazowsza i Kujaw, a także sanktuaria Nowych Męczenników w Bydgoszczy, Sanktuarium Królowej Męczenników, Kalwaria bydgoska – Golgota XX wieku oraz Miłosierdzia Bożego w Toruniu. W Gąsawie, Straszewie, Wylatowie, Łowiczku, Włókach, Kozielcu i Żołędowie znajdują się zabytkowe, XVI–XVIII-wieczne kościoły drewniane.
Dostępne do zwiedzania ruiny zamków krzyżackich i polskich znajdują się w następujących miejscowościach: Bobrowniki, Brodnica, Golub, Dybów, Kruszwica, Lipienek, Nowe, Radzyń Chełm., Rogóźno, Papowo Biskupie, Pokrzywno, Raciążek, Radziki Duże, Szubin, Świecie, Toruń, Wąbrzeźno, Wenecja, Zamek Bierzgłowski, zaś ważniejsze zespoły pałacowo- i dworsko-parkowe w: Lubostroniu, Ostromecku, Pluskowęsach, Runowie Krajeńskim, Szafarni, Sokołowie. Wśród zabytków techniki znajdują się: Kanał Bydgoski (1774), Kanał Notecki i Górnonotecki (1882) wraz z systemem śluz, akwedukt Fojutowo (1848), Żnińska Kolej Powiatowa (1893-1911), elektrownie wodne z pocz. XX w. (Gródek, Żur) oraz mosty dawnych kolei wąskotorowych (Koronowo, Buszkowo).
Na terenie województwa znajdują się trzy uzdrowiska: Ciechocinek, Inowrocław i Wieniec-Zdrój.
Spośród imprez związanych z wydarzeniami historycznymi, corocznie urządzane są rekonstrukcje bitew polsko-krzyżackich: pod Płowcami (1331) i pod Koronowem (1410).
Kreowaniem i upowszechnianiem wizerunku województwa jako regionu atrakcyjnego turystycznie zajmuje się Kujawsko-Pomorska Organizacja Turystyczna. Szczegółowa lista atrakcji turystycznych oraz zabytków znajduje się na oficjalnym portalu turystycznym województwa kujawsko-pomorskiego.

### Walory przyrodniczo-krajobrazowe
Oprócz zabytków kulturowych, atrakcją regionu jest przyroda. Drugim, po Puszczy Białowieskiej zespołem leśnym w Polsce są Bory Tucholskie, w których znajduje się 900 jezior. Atrakcyjnymi szlakami kajakowymi są: Brda, Wda i Drwęca. Pojezierne tereny województwa obfitują w zbiorniki wodne, naturalne, jak i sztuczne. Na obszarach tych znajdują się liczne ośrodki wypoczynkowe, kempingi, kąpieliska, a także przystanie jachtowe (Zalew Koronowski, Gopło, Zbiornik Włocławski).

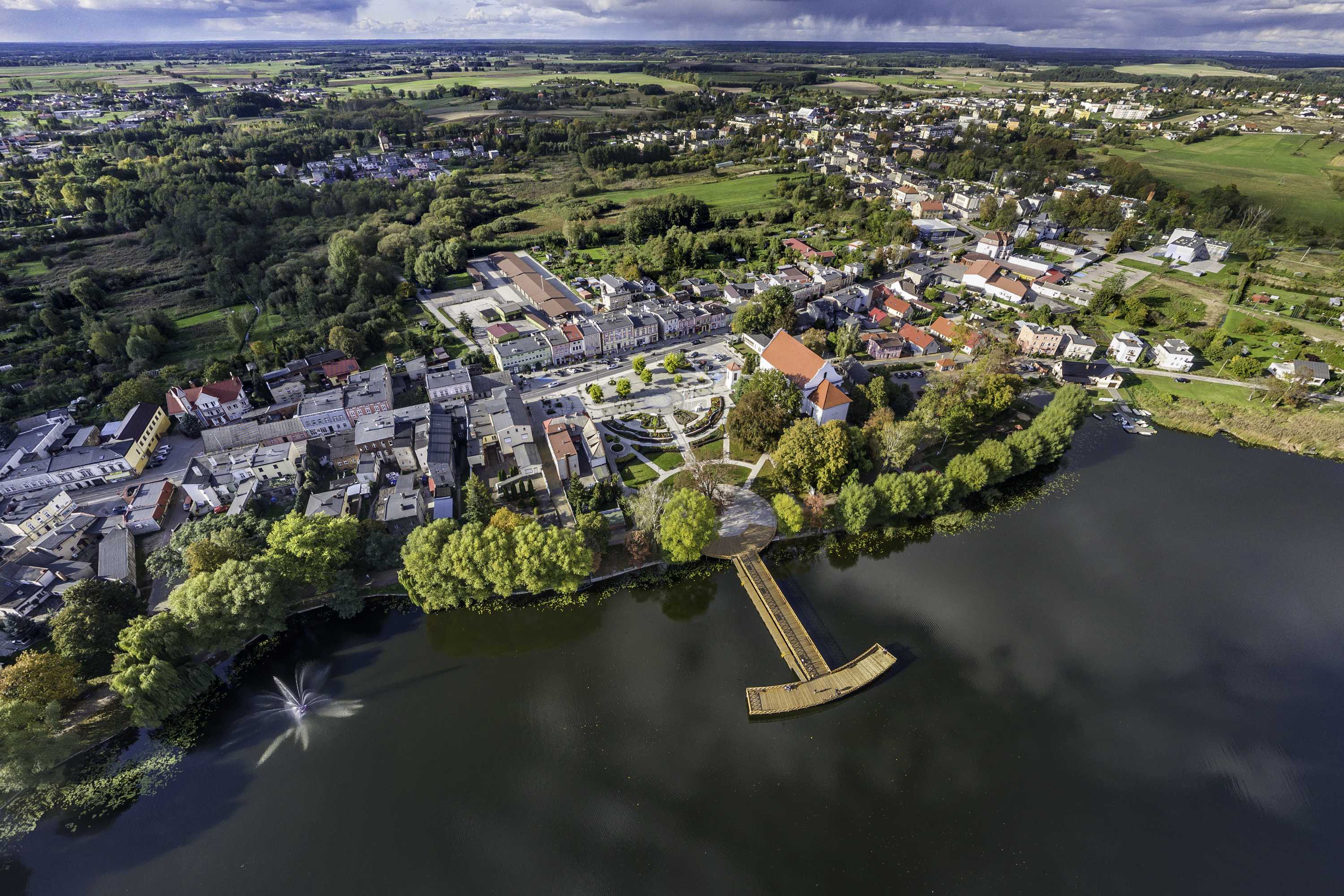
Panorama Więcborka

W 2003 r. Kujawsko-Pomorskie Biuro Planowania Przestrzennego i Regionalnego we Włocławku wyróżniło 8 najatrakcyjniejszych obszarów na terenie województwa:
1. Rejon Borów Tucholskich z rzeką Brdą i jej dopływami oraz Zalewem Koronowskim, rzeką Wdą z Zalewem Żurskim oraz licznymi jeziorami – obszar ten obejmuje powiat tucholski oraz część świeckiego i bydgoskiego; łączna liczba miejsc noclegowych sięga 7 tys., a korzysta z nich ok. 60 tys. turystów rocznie; jest to najważniejszy rejon w województwie pod względem stanu i zainwestowania bazy turystycznej.
2. Rejon Pojezierza Brodnickiego i przylegającej do niego doliny Drwęcy – obejmuje część powiatu brodnickiego z licznymi jeziorami i kompleksami leśnymi; liczba miejsc noclegowych sięga 2,5 tys., a korzysta z nich ok. 18 tys. turystów rocznie.
3. Rejon Jezior Żnińskich – obejmuje gminy Żnin i Gąsawa na Pałukach; ruch turystyczny koncentruje się w muzeum archeologicznym w Biskupinie oraz kolei wąskotorowej w Wenecji, które łączy Żnińska Kolej Powiatowa; niezależnie od tego rejon ten posiada 1,5 tys. miejsc noclegowych, z których korzysta 21 tys. turystów rocznie.
4. Rejon Przyjezierza i jeziora Gopło – obejmuje wschodnią część powiatu mogileńskiego i południową inowrocławskiego; turystyczny ruch pobytowy w sezonie letnim sięga 23 tys. osób w 2,2 tys. miejsc noclegowych; 50 tys. osób rocznie zwiedza Mysią Wieżę w Kruszwicy.
5. Rejon podmiejski Bydgoszczy – obejmuje powiat bydgoski, Puszczę Bydgoską, okolice Jeziora Jezuickiego i Borówno, Zalewu Koronowskiego i jezior byszewskich; baza letniskowa i turystyczna umożliwia wypoczynek ok. 100 tys. osób; stanowi obszar rekreacji oraz wypoczynku świątecznego dla Bydgoszczy.
6. Rejon Zalewu Włocławskiego – obejmuje otoczenie Wisły i kompleks Lasów Gostynińsko-Włocławskich; posiada słabo rozwiniętą bazę noclegową, stanowi podmiejski obszar wypoczynkowy dla Włocławka.
7. Rejon Doliny Dolnej Wisły – obszar o urozmaiconym krajobrazie z rzeźbą zboczową i bogatą roślinnością oraz licznymi grodziskami i ośrodkami krajoznawczymi; dysponuje skromną bazą noclegową, lecz bogatą siecią szlaków turystycznych, rowerowych oraz rezerwatów przyrody.
8. Rejon Pojezierza Krajeńskiego – obszar o bogato ukształtowanej rzeźbie terenu z licznymi jeziorami; ze skromnej bazy noclegowej korzysta rocznie ok. 5 tys. turystów.

Ponadto do atrakcyjnych obszarów turystycznych województwa KPBPPiR we Włocławku zaliczyło kolejnych 8 obszarów:
- Zespół jezior okolic Rogowa, połączonych rzeką Wełną (m.in. jezioro Grochowiskie, Kaczkowskie, Kołdrąbskie, Lubieckie, Niedźwiady, Reckie, Rogowskie, Tonowskie, Wolskie, Zioło, Żernickie).
- dolina rzeki Wisły
- dolina rzeki Drwęcy
- Okolice Górzna z licznymi wzgórzami i pagórkami, urozmaicone rynnami jeziornymi oraz lasami.
- Jezioro Głuszyńskie z otaczającym kompleksem leśnym.
- Okolice Zbójna z polem drumlinów.
- Południowe krańce województwa – obszar pagórkowaty z jeziorami rynnowymi: Kromszewskim, Chodeckim, Ługowskim, Borzymowskim
- Równina Urszulewska – obszar licznych jezior otoczonych lasami.

### Certyfikowane produkty turystyczne

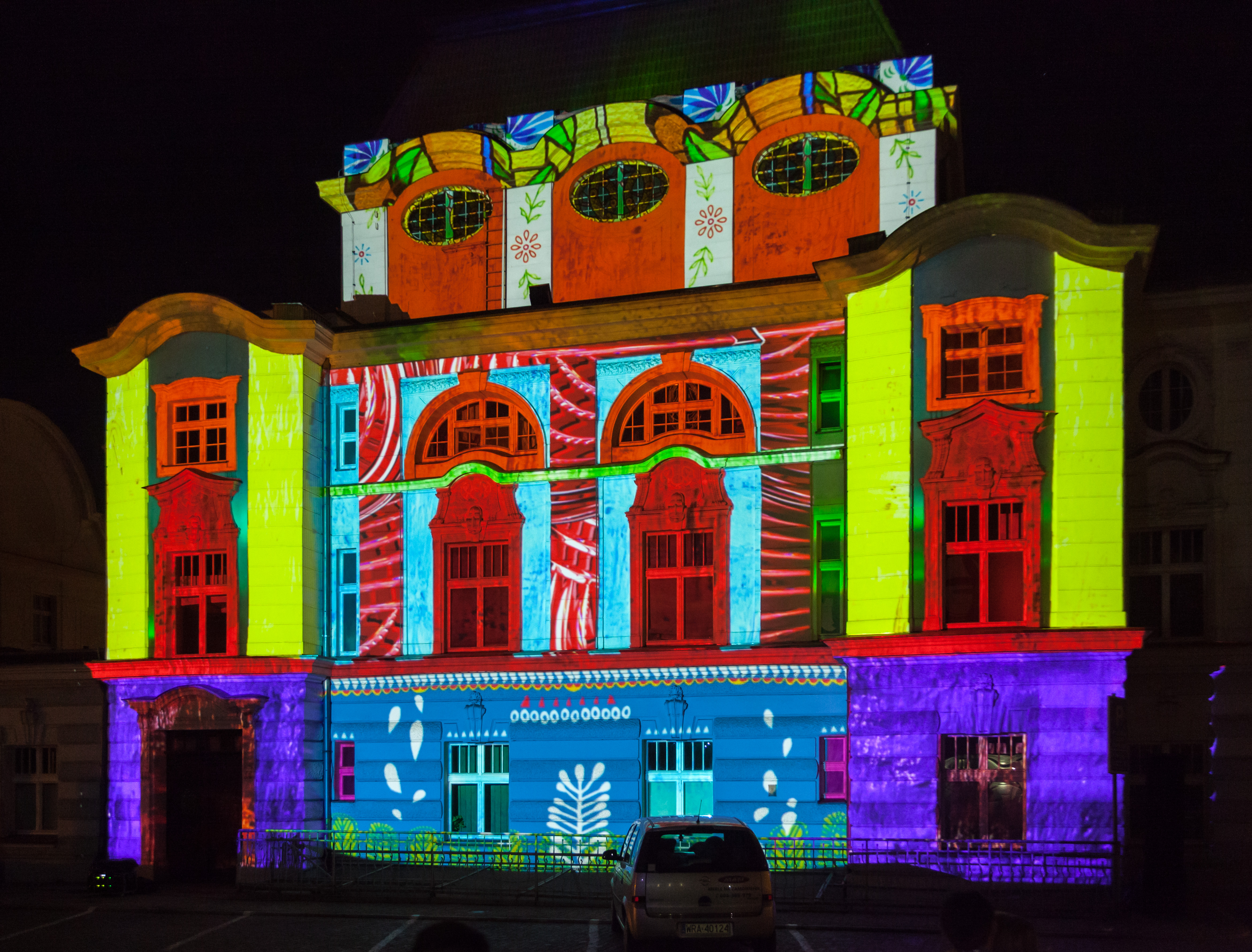
Pokazy świetlne podczas Bella Skyway Festival w Toruniu

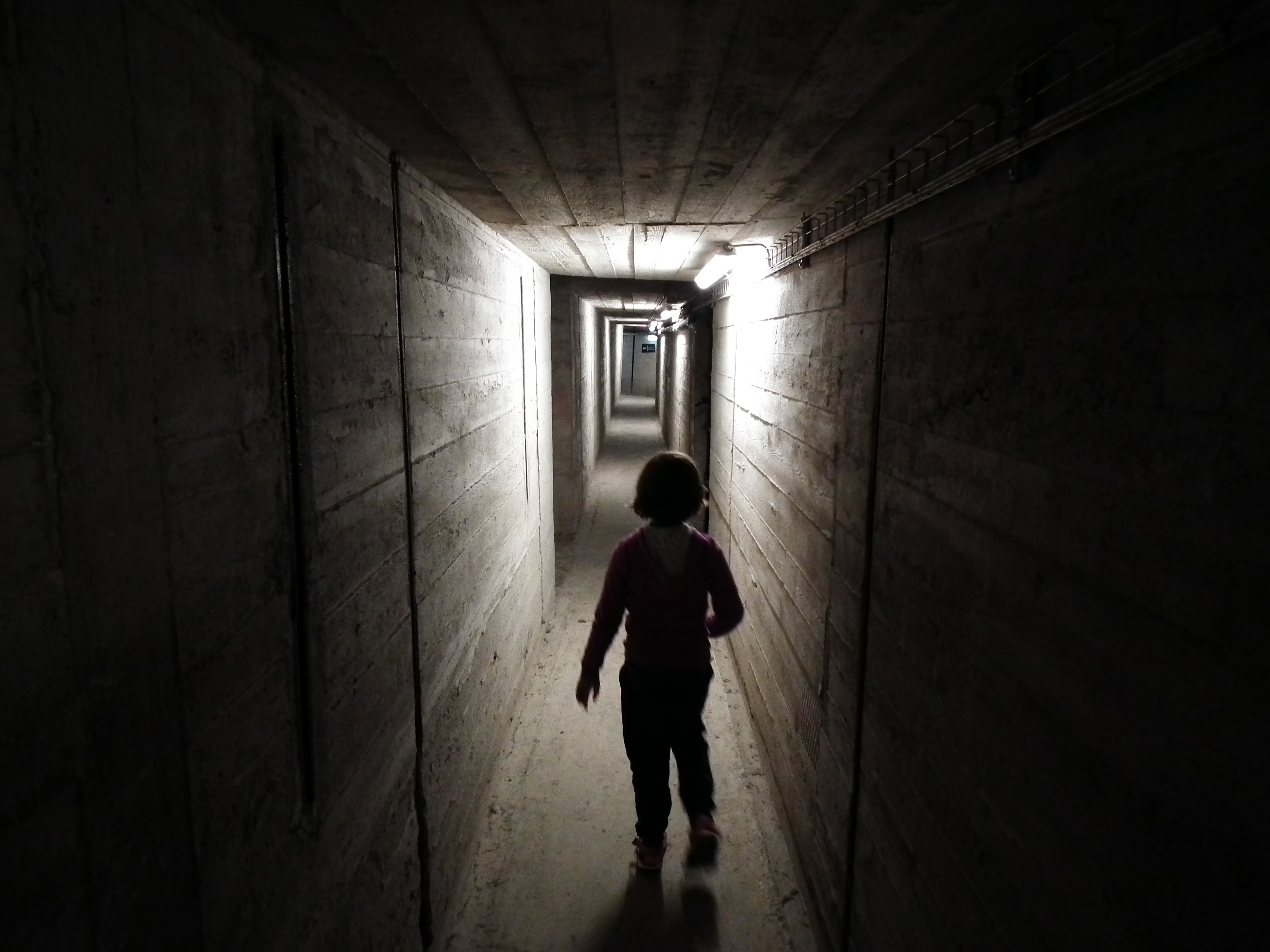
Podziemna trasa turystyczna w Exploseum w Bydgoszczy

Certyfikaty przyznawane przez Polską Organizację Turystyczną od 2003 roku (po 10 obiektów rocznie) są gwarancją produktu turystycznego najwyższej jakości, kompleksowego i innowacyjnego. W kraju tytuł ten posiada ok. 100 atrakcji związanych z zabytkami, kulturą, wypoczynkiem, rekreacją, zabawą i nauką. Do 2017 roku Certyfikaty POT (tzw. Turystyczne Oscary) uzyskały następujące produkty turystyczne z województwa kujawsko-pomorskiego:
- Festyn Archeologiczny w Biskupinie (2004 i 2015)[72] – odbywający się corocznie w trzecim tygodniu września festyn w Muzeum Archeologicznym w Biskupinie z udziałem grup historycznych, połączony z warsztatami, pokazami i konkursami.
- Chełmno (2008) – niezwykle cenne architektonicznie średniowieczne miasto, zwane miastem zakochanych za sprawą przechowywanych w kościele farnym pw. Wniebowzięcia NMP relikwii św. Walentego oraz szczególnie obchodzonego od 2002 roku – Dnia Świętego Walentego.
- Żywe Muzeum Piernika w Toruniu (2008, a w 2017 Złoty Certyfikat) – wyróżniające się w skali Europy interaktywne muzeum, w którym goście w aktywny sposób uczestniczą w pokazach wypieku średniowiecznych pierników toruńskich.
- Camerimage (2009) – Międzynarodowy Festiwal Sztuki Autorów Zdjęć Filmowych, poświęcony sztuce operatorów filmowych; w latach 1993–1999 odbywał się w Toruniu, w 2000–2009 w Łodzi, a od 2010 w Bydgoszczy.
- Fort IV Twierdzy Toruń (2009) – pruski fort Twierdzy Toruń zwany „Yorck Żółkiewski”, wyposażony w trasę turystyczną, miejsce organizacji imprez i wydarzeń kulturalnych.
- Wenecka Noc z Parowozami (2009) – zwiedzanie Muzeum Kolei Wąskotorowej w Wenecji (największego skansenu tego typu w Europie) po zapadnięciu zmroku, w scenerii dymiących i podświetlonych lokomotyw; z Wenecji do Żnina i Biskupina kursuje zabytkowa Żnińska Kolej Powiatowa.
- Centrum Popularyzacji Kosmosu „Planetarium – Toruń” (2010) – atrakcyjne pod względem popularnonaukowym i kulturalnym centrum popularyzacji kosmosu, położone na terenie Zespołu Staromiejskiego Torunia; chętnie odwiedzane przez miłośników astronomii z całego kraju i zagranicy.
- Wyspa Młyńska w Bydgoszczy (2012) – przestrzenne i turystyczne serce Bydgoszczy, zielona enklawa pełna muzeów, otoczona bulwarami, jazami i kaskadami wodnymi, połączona kładkami ze Starym Miastem i Operą Nova.
- Szlak Piastowski (2012) – trasa turystyczna prowadząca przez miejscowości związane z początkami państwa polskiego: Ostrów Lednicki, Gniezno, Poznań, a w kujawsko-pomorskim m.in.: Biskupin, Strzelno, Mogilno, Kruszwicę, Płowce, Włocławek.
- Bella Skyway Festival (2014) – cykliczny festiwal światła odbywający się w sierpniu w Toruniu, eksponujący jego zabytki, związki z astronomią oraz osiągnięcia sztuki audiowizualnej; frekwencja widzów przekracza 300 tys. rocznie
- Wielka Pętla Wielkopolski (2015) – wodny szlak turystyczny o długości 688 km, prowadzący Wartą, Notecią, jeziorem Gopło oraz kanałami: Ślesińskim, Górnonoteckim i Bydgoskim, oferujący przyrodnicze i kulturowe atrakcje Wielkopolski, ziemi lubuskiej oraz regionu Inowrocławia, Bydgoszczy i Nakła; wzdłuż trasy znajdują się dwa parki narodowe i osiem krajobrazowych oraz 35 marin i przystani.
- Exploseum w Bydgoszczy (2016)[73] – innowacyjne muzeum fabryki materiałów wybuchowych III Rzeszy wraz z podziemną trasą turystyczną prowadzoną w bunkrach zamaskowanych w Puszczy Bydgoskiej
- Muzeum Mydła i Historii Brudu w Bydgoszczy (2017) – interaktywne muzeum przedstawiające jak ludzkość radziła sobie z higieną i utrzymaniem czystości; goście mogą samemu tworzyć kompozycje mydeł.

Wyróżnienie konkursie POT otrzymał:
- Park Solankowy w Inowrocławiu (2013) – słynący z tężni solankowych oraz dywanów kwiatowych, rozległy park zdrojowy położony w centrum Uzdrowiska Inowrocław

## Bezpieczeństwo publiczne
W województwie kujawsko-pomorskim działa centrum powiadamiania ratunkowego z siedzibą w Bydgoszczy oraz oddziałem CPR w Toruniu, które obsługują zgłoszenia alarmowe kierowane do numerów alarmowych 112, 997, 998 i 999.

## Ochrona zdrowia
W 2009 r. na obszarze województwa znajdowały się 663 zakłady opieki zdrowotnej (72% w miastach), w tym 39 szpitali ogólnych (19 publicznych i 20 niepublicznych), 20 zakładów opiekuńczo-leczniczych, 8 zakładów pielęgnacyjno-opiekuńczych, 3 hospicja, 8 szpitali uzdrowiskowych i 21 sanatoriów.
Miastem najbardziej wyposażonym w placówki służby zdrowia jest Bydgoszcz, gdzie funkcjonowało 134 zakładów opieki zdrowotnej, w tym 18 publicznych i 116 niepublicznych, zaś większość sanatoriów skupiona jest w Ciechocinku i Inowrocławiu.

## Wojsko
W kujawsko-pomorskiem najwięcej jednostek i instytucji wojskowych znajduje się w garnizonie Bydgoszcz, który w 2014 roku był drugim co do wielkości garnizonem w Polsce. Znajduje się tu także większość instytucji NATO obecnych w Polsce.
W Bydgoszczy znajdują się następujące instytucje wojskowe: Inspektorat Wsparcia Sił Zbrojnych – jednostka bezpośrednio podporządkowana Dowódcy Generalnemu Rodzajów Sił Zbrojnych, 1 Pomorska Brygada Logistyczna im. Kazimierza Wielkiego, Batalion Dowodzenia Inspektoratu Wsparcia Sił Zbrojnych, Centrum Doktryn i Szkolenia Sił Zbrojnych, 1 Wojskowy Szpital Polowy (jeden z dwóch w kraju), Wojewódzki sztab wojskowy, Wojskowa Komenda Uzupełnień, Komenda garnizonu, 11. Wojskowy Oddział Gospodarczy, 22 Ośrodek Dowodzenia i Naprowadzania, 2 Rejon Wsparcia Teleinformatycznego Sił Powietrznych, Centralna Grupa Działań Psychologicznych, 2. Wojskowy Ośrodek Metrologii, Region Wsparcia Teleinformatycznego (obejmuje 3 województwa), Oddział Żandarmerii Wojskowej, Rejonowy Zarząd Infrastruktury (obejmuje 2 województwa), Rejonowe Warsztaty Techniczne, Wojskowa Agencja Mieszkaniowa (oddział obejmujący 2 województwa), 10 Wojskowy Szpital Kliniczny z Polikliniką w Bydgoszczy, Wojskowy ośrodek medycyny prewencyjnej (jeden z 5 w kraju), Wojskowa Ochrona Pożarowa (obejmuje 2 województwa), Wojskowe Zakłady Lotnicze nr 2, Orkiestra Wojskowa w Bydgoszczy, Muzeum Wojsk Lądowych.
Ponadto w Bydgoszczy zlokalizowane są instytucje NATO: Centrum Szkolenia Sił Połączonych Joint Force Training Center, gdzie prowadzi się szkolenia oficerów z wszystkich państw NATO oraz Partnerstwa Wschodniego, 3. Batalion Łączności NATO, Centrum Eksperckie Policji Wojskowej NATO, dowództwo jednostki Szpicy NATO.
W Toruniu znajdują się następujące instytucje wojskowe: Centrum Szkolenia Artylerii i Uzbrojenia, Ośrodek Strzelców Wyborowych, Centrum Szkolenia Wojsk Obrony Terytorialnej, 1. Baza Materiałowo-Techniczna, w tym 12. Wojskowy Oddział Gospodarczy im. gen. dyw. Karola Otto Kniaziewicza, Warsztaty Techniczne, 6. Samodzielny Oddział Geograficzny im. gen. dyw. Karola Otto Kniaziewicza, Wojskowa Komenda Transportu, Komenda Garnizonu, Placówka Żandarmerii Wojskowej, Wojskowa Komenda Uzupełnień, Archiwum Wojskowe, orkiestra wojskowa. Ponadto w Toruniu znajduje się poligon artyleryjski (12400 ha) oraz zbiory muzealne wojsk artyleryjskich i rakietowych Muzeum Wojsk Lądowych.
W Grudziądzu znajdują się: Centralny Ośrodek Szkolenia Młodszych Specjalistów Logistyki, 1 Okręgowe Warsztaty Techniczne, 8 Batalion Walki Radioelektronicznej, placówka Żandarmerii Wojskowej, Wojskowa Komenda Uzupełnień,.
W Inowrocławiu znajdują się: 1 Brygada Lotnictwa Wojsk Lądowych, 56 Baza Lotnicza, 2. Pułk Inżynieryjny, placówka Żandarmerii Wojskowej, Wojskowa Komenda Uzupełnień.
Poza tym na terenie województwa zlokalizowany jest 3. Batalion Drogowo-Mostowy w Chełmnie, Wojskowa Komenda Uzupełnień we Włocławku i 4 Pułk Chemiczny oraz Wojskowa Komenda Uzupełnień w Brodnicy.

## Sport
Infrastrukturę sportową w województwie tworzą m.in.: Hala sportowo-widowiskowa w Toruniu (ok. 9,1 tys. widzów), Hala Łuczniczka w Bydgoszczy (6,1 tys. widzów), Hala Mistrzów Sportu we Włocławku (4,2 tys.), Hala w Inowrocławiu (2,7 tys.), Artego Arena w Bydgoszczy (1,5 tys. widzów), stadiony żużlowe w Bydgoszczy i Toruniu, stadion piłkarsko-lekkoatletyczny „Zawiszy Bydgoszcz” im. Zdzisława Krzyszkowiaka, a także lodowiska: Tor-Tor w Toruniu i Torbyd w Bydgoszczy, tory regatowe w Bydgoszczy i Kruszwicy i inne.
Do liczących się klubów sportowych należy Bydgostia Bydgoszcz, która od 25 lat (1993-2017) jest nieprzerwanie drużynowym mistrzem Polski w wioślarstwie, a także zespoły grające na zapleczu najwyższych klas rozgrywkowych: KKP Bydgoszcz (piłka nożna kobiet), Astoria Bydgoszcz i KSK Noteć Inowrocław (koszykówka mężczyzn), Nesta Mires Toruń (hokej na lodzie), KST Energa-Manekin Toruń, ASTS OLIMPIA-UNIA Grudziądz, LUKS AGRO-SIED Chełmno i IKTS NOTED Inowrocław (tenis stołowy), Joker Świecie (siatkówka), Polonia Bydgoszcz (żużel).

## Administracja i polityka

### Samorząd wojewódzki

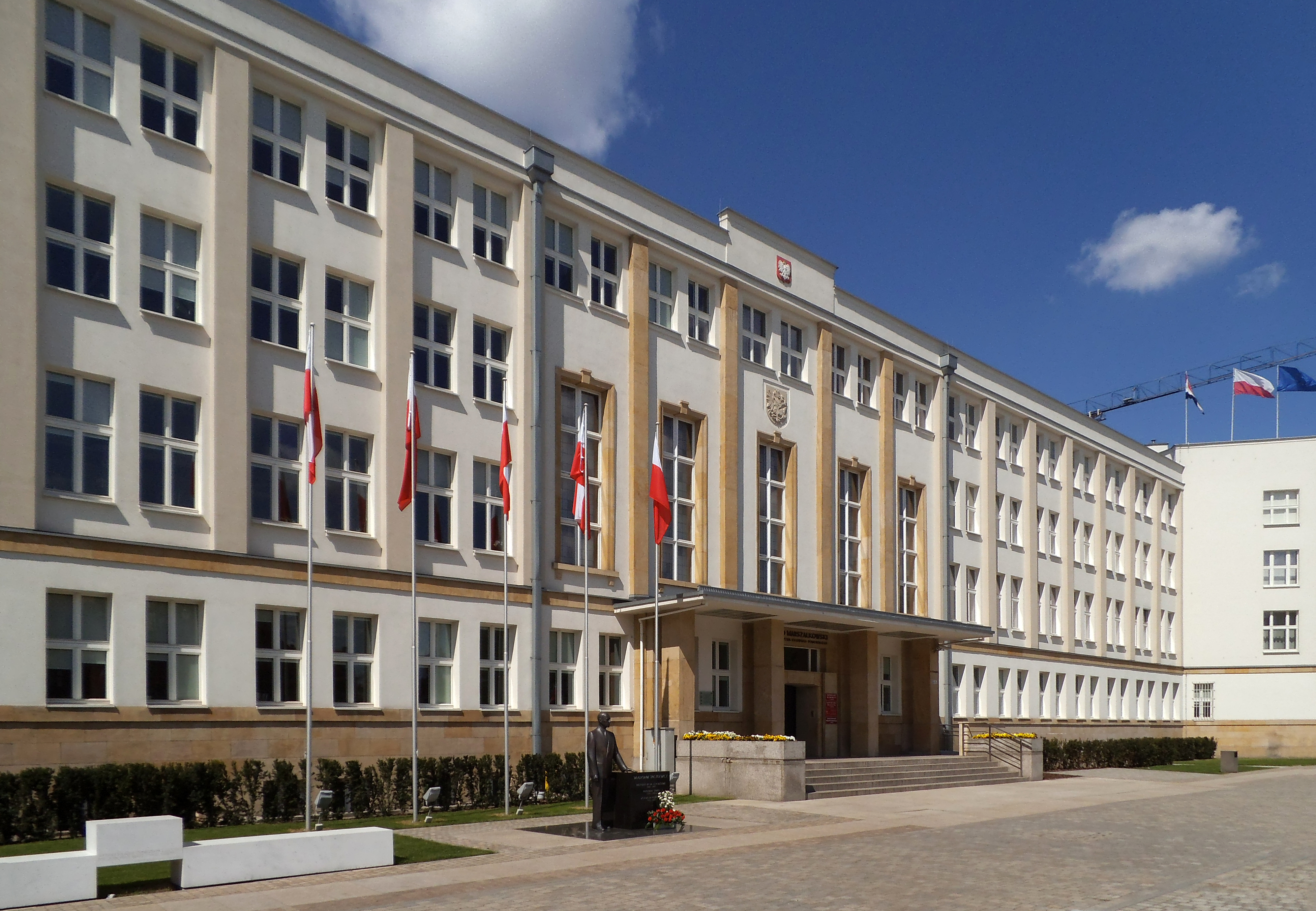
Siedziba Urzędu Marszałkowskiego w Toruniu

Organem uchwałodawczym jest Sejmik Województwa Kujawsko-Pomorskiego, składający się z 33 radnych. W związku ze spadkiem ludności województwa poniżej 2 milionów osób, od roku 2018 sejmik liczy 30 radnych.
Sejmik wybiera organ wykonawczy województwa, którym jest zarząd województwa, składający się z 5 członków z przewodniczącym mu marszałkiem. Siedzibą sejmiku województwa jest Toruń.
W 2020 wydatki samorządu wojewódzkiego wyniosą miliard 133 miliony złotych, a dochody miliard 111 milionów złotych.
Marszałkowie województwa:
| Nr | Marszałek województwa         | Okres urzędowania | Okres urzędowania |
| Nr | Marszałek województwa         | Od                | Do                |
| -- | ----------------------------- | ----------------- | ----------------- |
| 1  | Waldemar Achramowicz (SLD-UP) | 01.01.1999        | 24.11.2006        |
| 2  | Piotr Całbecki (PO)           | 24.11.2006        | nadal             |

### Administracja rządowa

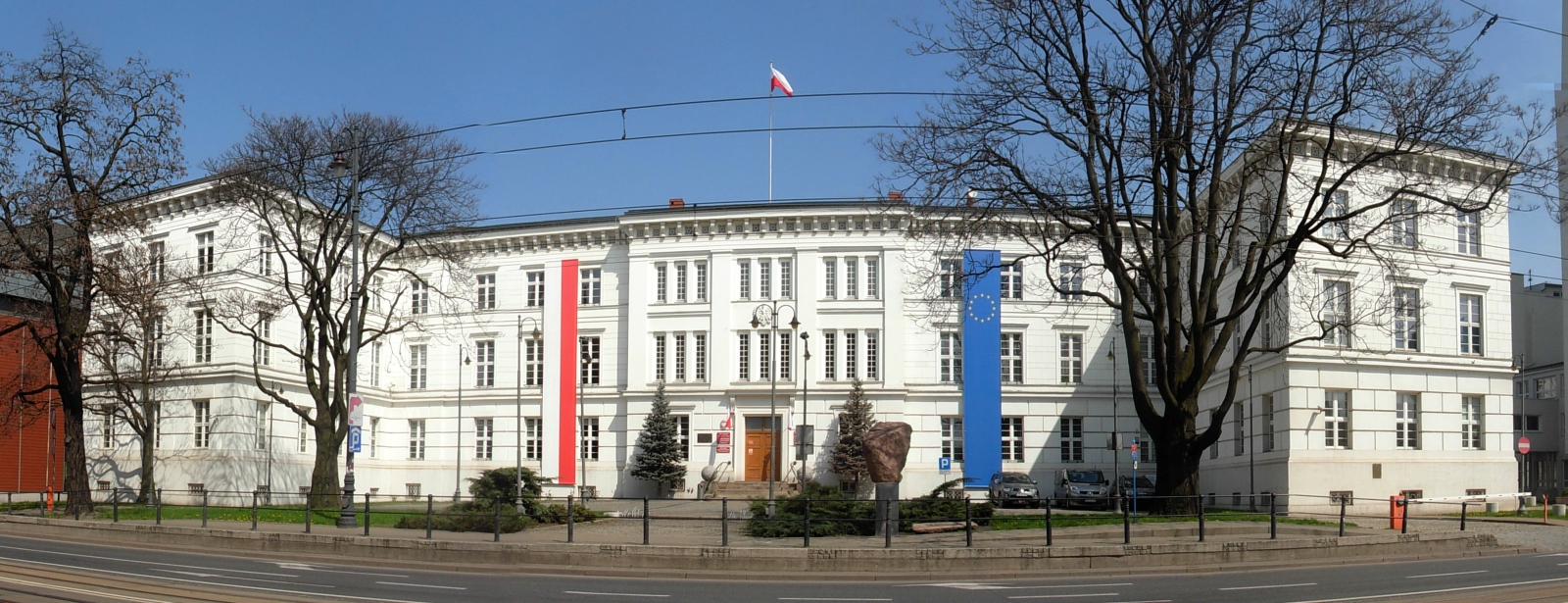
Siedziba Urzędu Wojewódzkiego w Bydgoszczy

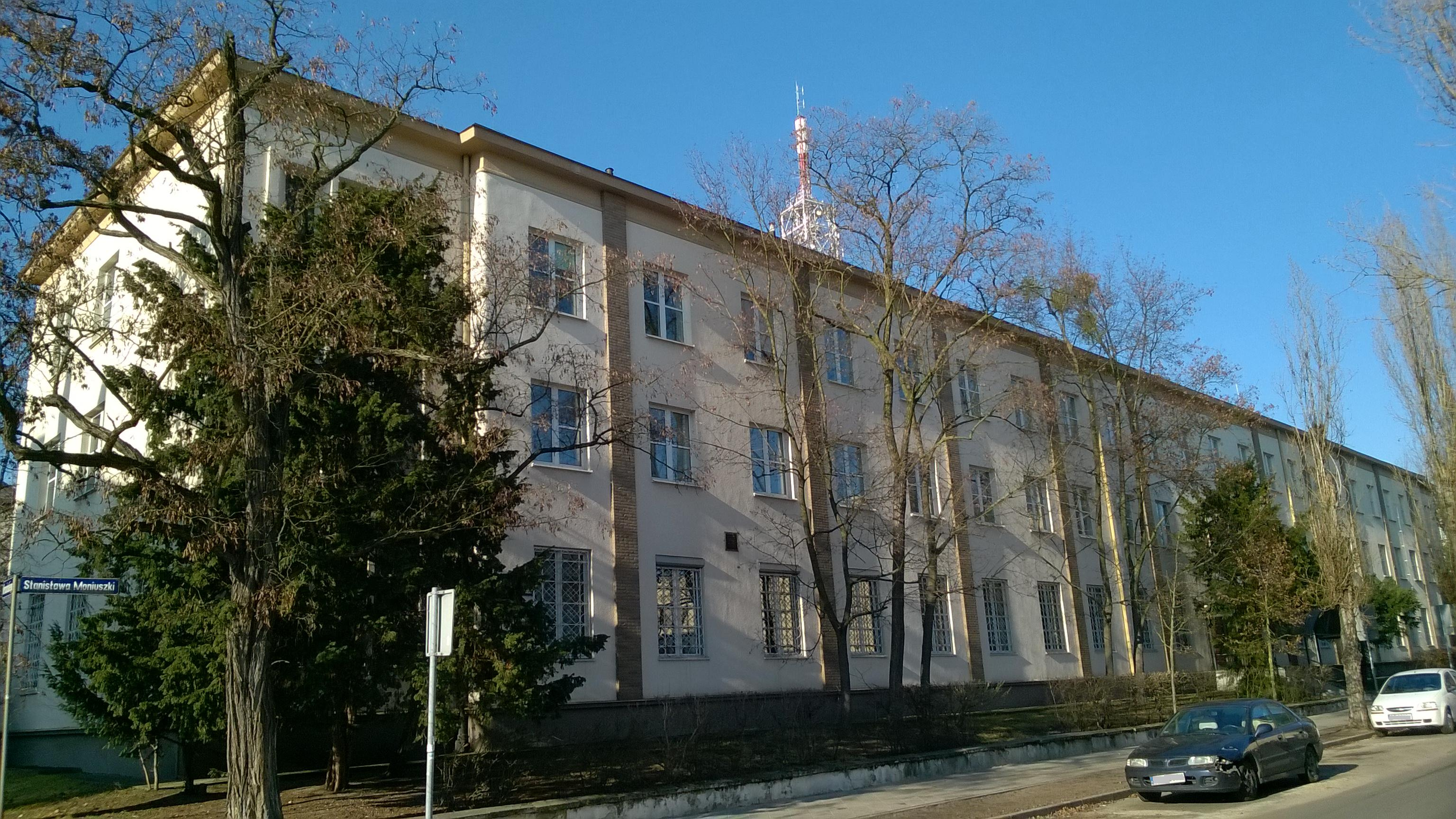
Siedziba Delegatury Urzędu Wojewódzkiego w Toruniu

Organem administracji rządowej jest Wojewoda Kujawsko-Pomorski, wyznaczany przez Prezesa Rady Ministrów. Siedzibą wojewody jest Bydgoszcz, gdzie znajduje się Kujawsko-Pomorski Urząd Wojewódzki w Bydgoszczy. W ramach urzędu działają także 2 delegatury: w Toruniu i we Włocławku.
Do obszarów działania danych delegatur należą:
- delegatura w Toruniu należą powiaty: brodnicki, chełmiński, golubsko-dobrzyński, grudziądzki, toruński, wąbrzeski oraz miasta na prawach powiatu: Grudziądz i Toruń.
- delegatura we Włocławku należą powiaty: aleksandrowski, lipnowski, radziejowski, rypiński, włocławski oraz Włocławek[85].

Wojewodowie Kujawsko-Pomorscy:
| Nr | Wojewoda                               | Okres urzędowania | Okres urzędowania |
| Nr | Wojewoda                               | Od                | Do                |
| -- | -------------------------------------- | ----------------- | ----------------- |
| 1  | Józef Rogacki (AWS/SKL)                | 01.01.1999        | 21.10.2001        |
| 2  | Romuald Kosieniak (SLD-UP)             | 21.10.2001        | 26.01.2006        |
| 3  | Józef Ramlau (PiS)                     | 26.01.2006        | 24.07.2006        |
|    | Marzenna Drab (PiS) (p.o.)             | 24.07.2006        | 07.11.2006        |
| 4  | Zbigniew Hoffmann (PiS)                | 07.11.2006        | 29.11.2007        |
| 5  | Rafał Bruski (PO)                      | 29.11.2007        | 13.12.2010        |
| 6  | Ewa Mes (PSL)                          | 14.12.2010        | 08.12.2015        |
| 7  | Mikołaj Bogdanowicz (PiS/Porozumienie) | 08.12.2015        | 20.12.2023        |
| 8  | Michał Sztybel (KO/PO)                 | 20.12.2023        | nadal             |

## Współpraca międzynarodowa
Porozumienia międzyregionalne i listy intencyjne zawarte przez województwo kujawsko-pomorskie:
| Regiony partnerskie              | Regiony partnerskie | Regiony partnerskie   |
| Region                           | Kraj                | Data podpisania umowy |
| -------------------------------- | ------------------- | --------------------- |
| Wenecja Euganejska               | Włochy              | 13.10.1999            |
| Marche                           | Włochy              | 15.11.1999            |
| rejon kiejdański                 | Litwa               | 16.02.2000            |
| Jõgevamaa                        | Estonia             | 23.10.2000            |
| Midi-Pyrénées                    | Francja             | 25.03.2002            |
| Obwód chmielnicki                | Ukraina             | 24.09.2004            |
| Obwód żytomierski                | Ukraina             | 26.09.2004            |
| Styria                           | Austria             | 27.04.2005            |
| Obwód zachodniokazachstański     | Kazachstan          | 19.03.2007            |
| Nawarra                          | Hiszpania           | 18.06.2008            |
| Listy intencyjne                 |                     |                       |
| Östergötland, Sörmland, Värmland | Szwecja             | 29.09.1999            |
| Kozani                           | Grecja              | 17.09.2000            |
| Hubei                            | Chiny               | 26.08.2007            |